# Campagna italiana di Russia
La campagna italiana di Russia rappresentò la partecipazione militare del Regno d'Italia all'operazione Barbarossa, lanciata dalla Germania nazista contro l'Unione Sovietica nel 1941. L'impegno a prendere parte all'iniziativa tedesca fu deciso dallo stesso Benito Mussolini alcuni mesi prima dell'inizio dell'operazione, quando venne a conoscenza delle intenzioni di Adolf Hitler, ma fu confermato solo nella mattinata del 22 giugno 1941, non appena il comando italiano fu informato che le armate tedesche avevano dato inizio all'invasione.
Costituito da tre divisioni, il Corpo di spedizione italiano in Russia (CSIR), raggiunse il fronte orientale a metà luglio 1941. Inizialmente inquadrato nell'11ª Armata tedesca e poi nel Panzergruppe 1, il CSIR partecipò all'aggressione militare fino all'aprile 1942, quando le esigenze del fronte richiesero l'invio di altri due corpi d'armata italiani che assieme al CSIR furono riuniti nell'8ª Armata o Armata Italiana in Russia (ARMIR). Schierata a sud, nel settore del fiume Don, l'8ª Armata assieme alla 2ª Armata ungherese e alla 3ª Armata rumena avrebbe dovuto coprire il fianco sinistro delle forze tedesche che in quel momento stavano avanzando verso Stalingrado.
Il capovolgimento di fronte invertí il corso dell’offensiva; dopo l'accerchiamento delle forze tedesche a Stalingrado, la successiva offensiva sovietica iniziata il 16 dicembre 1942 travolse il II e il XXXV Corpo d'armata italiano ex-CSIR (che facevano parte dello schieramento meridionale dell'8ª Armata) e altre sei divisioni italiane, unite a forze tedesche e rumene che furono costrette a una precipitosa ritirata, anticipando la disfatta che coinvolse il Corpo d'armata alpino nel mese seguente. Il 15 gennaio 1943 una seconda grande offensiva sovietica a nord del Don travolse gli Alpini ancora schierati: mal equipaggiati e a corto di rifornimenti, intrapresero una ritirata lungo un impervio cammino nella steppa, incalzati dalle divisioni sovietiche e preda di grandi sofferenze. La rotta costò alle forze italiane decine di migliaia di perdite e si concluse il 31 gennaio, quando la 2ª Divisione alpina "Tridentina" raggiunse i primi avamposti tedeschi a Šebekino. Le operazioni di rimpatrio durarono dal 6 al 15 marzo e si conclusero il 24, ponendo fine alle operazioni militari italiane in Unione Sovietica.

## Contesto strategico
All'inizio dell'estate 1941 l'Italia era in guerra da poco più di un anno, e aveva già collezionato una serie di gravi sconfitte militari che avevano messo in evidenza le grosse lacune di cui soffrivano il suo esercito e i suoi comandanti. Il Regno d'Italia aveva perso il controllo dell'Africa Orientale Italiana a favore dei britannici e della resistenza etiope, in Libia i carri armati britannici minacciavano seriamente Bengasi, Tripoli e i possedimenti coloniali italiani in Nordafrica, sul mare la Regia Marina aveva subito ingenti perdite per mano della Mediterranean Fleet, mentre l'azzardo dell'aggressione alla Grecia era stato salvato dal totale fallimento grazie al provvidenziale intervento delle divisioni tedesche inviate in soccorso dell'esercito italiano. Tuttavia, malgrado l'evidente crisi italiana e le palesi inadeguatezze dell'esercito, all'avvicinarsi dell'estate del 1941 le sorti del conflitto erano ancora in mano alle potenze dell'Asse: l'intera Europa continentale era sotto il controllo della Germania o dominata da governi alleati (Ungheria, Romania e Francia) o non ostili (Spagna, Bulgaria, Svezia e Finlandia), mentre i rapporti con l'Unione Sovietica erano improntati alla collaborazione fin dalla stipula del patto Molotov-Ribbentrop. Il Regno Unito era isolato e stretto d'assedio, il suo vasto impero era in subbuglio a causa degli insorgenti movimenti indipendentisti e nazionalisti, e il suo unico alleato, gli Stati Uniti d'America, non era intenzionato a intervenire militarmente e si limitava ad inviare enormi convogli di rifornimenti di cui gli U-Boot tedeschi facevano strage nell'Atlantico. A grandi linee era dunque questa la situazione quando all'alba del 22 giugno 1941 Hitler diede il via all'operazione Barbarossa, la gigantesca e fulminea aggressione all'Unione Sovietica con la quale, nemmeno due anni prima, aveva firmato un patto di non aggressione.
Già parecchi mesi prima dell'attacco tedesco all'Unione Sovietica andavano ad ammassarsi sul confine orientale decine di divisioni tedesche, mentre i sovietici facevano di tutto per dimostrare la loro buona volontà ad evitare un conflitto. L'ambasciatore tedesco a Mosca Schulenburg fu convocato a Berlino il 28 aprile, dove riferì a Hitler che i russi erano allarmati dalle voci che facevano ritenere imminente un attacco tedesco, e dichiarò di ritenere che «Stalin era pronto a fare ulteriori concessioni» pur di evitare la guerra. A proposito dell'attacco tedesco a oriente, l'Italia era stata tenuta completamente all'oscuro dell'evoluzione diplomatica tra i due paesi, ma le voci di un imminente conflitto giravano ormai in tutto il mondo e Benito Mussolini, che già nel maggio del 1941 era a grandi linee a conoscenza dell'operazione Barbarossa, il 30 maggio convocò il capo di stato maggiore generale Ugo Cavallero e gli comunicò che in caso di guerra tra Germania e Unione Sovietica l'Italia avrebbe dovuto predisporre un corpo d'armata composto da una divisione motorizzata, di una divisione corazzata e di una granatieri, per essere inviato sul fronte orientale. Mussolini aveva accettato con grande riluttanza la stretta di mano tra Ribbentrop e Stalin, così che non appena la guerra con l'Unione Sovietica apparve inevitabile, dichiarò che «l'Italia non può rimanere estranea perché si tratta di lottare contro il comunismo», ma i motivi per cui Mussolini volle ostinatamente partecipare alla campagna però non sono univoci e chiari. I piani predisposti dai tedeschi non prevedevano l'iniziale partecipazione italiana, ma solo quella di Finlandia e Romania, paesi confinanti con l'URSS e con ampi contenziosi da riscattare; da parte sua, Hitler non intendeva coinvolgere gli italiani e cercò ripetutamente di dissuadere Mussolini dall'intento, sottolineando i rischi dell'impresa e suggerendogli, più o meno velatamente, di rafforzare gli effettivi in Nordafrica (dove pochi mesi prima, per ristabilire la situazione, i tedeschi erano stati costretti a inviarvi l'Afrikakorps al comando del generale Erwin Rommel) e possibilmente rivolgere lo sguardo da Tripoli verso occidente, costituendo un contingente che potesse intervenire in caso la Francia violasse i trattati, e intensificando la guerra aerea e sottomarina nel Mediterraneo.

## Allestimento del Corpo di spedizione
La decisione di Mussolini di partecipare immediatamente all'offensiva si iscrive dunque nel quadro di una guerra subalterna all'alleato tedesco, nel quale il dittatore italiano cercò di non estraniarsi dalla lotta nella speranza che la guerra fosse destinata a un rapido successo. La pessima prova che l'Armata Rossa aveva dato nella guerra d'inverno del 1939-40 costituiva per i tedeschi una prova incontrovertibile delle enormi mancanze dell'esercito sovietico; da parte loro i comandi della Wehrmacht contavano di giungere a Mosca in otto settimane e gli strepitosi successi ottenuti nelle prime settimane dell'avanzata sembravano confermare questa eventualità. Benché spinto all'intervento dall'atmosfera euforica che si era creata attorno a Barbarossa, Mussolini si rivelò comunque meno ottimista di Hitler sul risultato della campagna e, a tal proposito, confidò a Galeazzo Ciano che non dubitava della vittoria tedesca, ma sperava che l'impresa fosse molto più impegnativa delle «passeggiate militari» in cui i tedeschi «si erano fino ad allora esibiti», in modo tale da ridimensionarne l'esercito e controbilanciare gli insuccessi italiani. Tuttavia, secondo lo storico Renzo De Felice, la ragione principale che spinse Mussolini a partecipare alla campagna di Russia fu il timore che, dopo la vittoria tedesca, la sproporzione nell'apporto al conflitto avrebbe pregiudicato la posizione italiana rispetto a quella degli altri alleati della Germania; in questo timore si nascose la ragione principale dell'avventura militare italiana contro l'Unione Sovietica, in cui Mussolini si riprometteva di rilanciare la propria immagine di campione della lotta contro il bolscevismo che gli avrebbe permesso di far valere il suo peso al momento di ridisegnare gli equilibri internazionali.
Il mattino del 22 giugno, venuto a sapere dell'inizio delle operazioni contro l'Unione Sovietica mentre si trovava in villeggiatura a Riccione, Mussolini diede immediatamente disposizioni a Cavallero di procedere subito ai preparativi riguardanti l'allestimento del Corpo di spedizione e a Ciano di consegnare, per vie diplomatiche, la dichiarazione di guerra all'ambasciatore Nikolaj Vasil'evič Gorelkin. Dopo un ultimo scambio di messaggi tra i due leader dell'Asse, in cui il Führer cercò fino all'ultimo di declinare l'offerta di aiuto, il Duce ebbe via libera per distaccare truppe sul fronte orientale. La grande unità destinata a operare assieme alle forze tedesche assunse rapidamente l'ordinamento definitivo, il 10 luglio il Corpo d'armata autotrasportabile fu denominato ufficialmente "Corpo di Spedizione Italiano in Russia" (CSIR) e fu affidato al generale Francesco Zingales. Questo corpo d'armata disponeva di tre divisioni; la 3ª Divisione celere "Principe Amedeo Duca d'Aosta" o PADA (generale di brigata Mario Mazzarani), la 9ª Divisione fanteria "Pasubio" (generale Vittorio Giovannelli) e la 52ª Divisione fanteria "Torino" (generale Luigi Manzi), le ultime appiedate nonostante la qualifica di "autotrasportabili"; non avendo esse infatti i mezzi necessari per essere completamente motorizzate, si era ricorso a questo eufemismo per indicare che queste potevano essere sì trasportate con automezzi, ma se questi mancavano avrebbero dovuto spostarsi a piedi. Il CSIR disponeva soltanto di un auto-raggruppamento su due auto-gruppi: uno assegnato ai servizi del corpo di spedizione, l'altro al trasporto di una divisione. Il Comando Supremo aveva infatti previsto che le divisioni autotrasportabili potevano essere trasportate una per volta, con gli automezzi che sarebbero tornati indietro dopo aver completato lo spostamento della prima divisione. Ovviamente tale illusorio sistema non funzionò mai: le necessità operative imponevano che gli automezzi a disposizione ad una divisione continuassero a operare con tal divisione, e ciò caratterizzò il destino della "Torino", la quale fu destinata a marciare per migliaia di chilometri nonostante il pomposo appellativo. Delle truppe di terra furono inviate assieme al CSIR anche la 63ª Legione CC.NN. d'Assalto "Tagliamento", circa 2 000 uomini al comando del console Niccolò Nicchiarelli e il battaglione alpini sciatori "Monte Cervino" (colonnello Giulio Pazienza) considerata l'unità meglio equipaggiata ma che verrà inviata solo nel febbraio 1942. Complessivamente il CSIR poteva contare su 17 battaglioni di fucilieri (12 di fanteria, 3 di bersaglieri motociclisti, 2 di camicie nere), 7 battaglioni di armi d'accompagnamento, un battaglione di guastatori, 14 compagnie autonome, 10 squadroni di cavalleria (Reggimento "Savoia Cavalleria" e Reggimento "Lancieri di Novara"), 4 squadroni di carri armati CV33 di valore limitato, 24 gruppi d'artiglieria, 10 battaglioni del genio, un battaglione chimico e 12 sezioni carabinieri; fu inoltre schierato un contingente della Regia Aeronautica (51 caccia Macchi M.C.200, 22 ricognitori Caproni Ca.311, 10 trimotori da trasporto Savoia-Marchetti S.M.81). La forza complessiva era dunque all'incirca di 58 000 uomini di truppa, 2 900 ufficiali, 4 600 quadrupedi, 220 pezzi d'artiglieria e 5 500 automezzi, molti dei quali requisiti alle società di trasporti pubblici.

### La situazione dell'esercito italiano

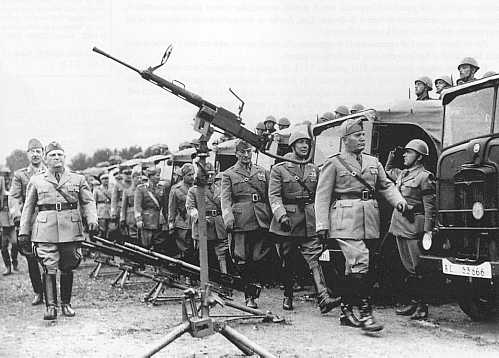
Benito Mussolini ispeziona le truppe del CSIR pronte a partire per la campagna di Russia, estate 1941

L'invio del CSIR in Russia aveva soprattutto un valore politico e non influiva sui rapporti di forza della campagna, ma rappresentava la volontà di Mussolini di difendere il suo ruolo di principale alleato dei tedeschi in una campagna che si prospettava trionfale. Pochi mesi dopo però il quadro della situazione era mutato e l'offensiva tedesca, nonostante avesse raggiunto notevoli successi, non fu decisiva e iniziò a registrare forti perdite. Fu quindi la Germania a richiedere un aumento delle forze italiane in Russia per il 1942 e Mussolini, teso a rafforzare la presenza italiana, non esitò ad aggiungere sei divisioni con grandi quantitativi di artiglieria e automezzi, trasformando in luglio il CSIR nell'8ª Armata o ARMIR, che contava circa 229 000 uomini e una buona dotazione d'artiglieria motorizzata. Il trasferimento sul fronte orientale dell'8ª Armata rappresentò una svolta importante nell'intervento italiano in Russia: forze così numerose moltiplicavano la presenza di soldati italiani sul territorio, con ovvie ricadute sul piano politico e con un incremento delle responsabilità e delle competenze nell'amministrazione militare dei territori occupati. Il CSIR, concepito come una forza da combattimento, aveva alle sue dipendenze solo 12 sezioni di Carabinieri che poterono agevolmente vigilare sulla zona di 40 chilometri controllata dal Corpo intorno a Stalino; il settore di competenza dell'ARMIR, esteso a parallelogramma dietro ai 230-270 chilometri del fronte centrale del Don, necessitò al contrario di un dispendioso impiego di risorse e uomini per il controllo del territorio, le operazioni di repressione dei partigiani, i servizi logistici. L'ARMIR utilizzò quindi una divisione di sicurezza, la 156ª Divisione fanteria "Vicenza", privata del proprio reggimento di artiglieria ma rinforzata da un battaglione di carabinieri, che portava il totale del personale utilizzato nelle retrovie a 350 ufficiali e oltre 13 000 uomini.
Se Mussolini impose l'incremento delle forze italiane in Russia, gli alti comandi (in primo luogo Cavallero) non si preoccuparono di destinare alla Russia reparti e armi a discapito degli altri teatri d'operazione. Le divisioni italiane, a configurazione binaria (disponenti cioè due reggimenti di fanteria contro i tre che comunemente formavano l'ossatura delle divisioni degli altri belligeranti) erano in linea generale numericamente più deboli e dotate di una minore potenza di fuoco delle analoghe divisioni tedesche e sovietiche. Gli Alpini, il migliore corpo di fanteria disponibile, furono inspiegabilmente dislocati su un terreno piatto e aperto; decine di migliaia di automezzi, trattori e buona parte dell'artiglieria moderna furono inviate a seguito dell'ARMIR invece che in Nordafrica, dove le forze italiane erano in difficoltà. La buona disponibilità di automezzi e artiglieria motorizzata non bastò comunque a valorizzare l'armata, che restava composta da divisioni appiedate, prive di valide unità corazzate utili ad amplificarne il raggio d'azione. Così le azioni di sfondamento, progressione e controffensiva furono sempre svolte dalle divisioni motocorazzate tedesche e, al momento della ritirata dal Don, i materiali pesanti andarono completamente persi proprio a causa di una carente motorizzazione di reparti combattenti e logistici (intralciati infine da un'organizzazione poco flessibile). L'invio di questi ingenti quantitativi in Russia, perciò, si spiega solo con il desiderio di ben figurare di fronte ai tedeschi; ma per i compiti difensivi a cui l'ARMIR era destinata le moderne artiglierie motorizzate andarono praticamente sprecate: infatti sarebbe stato più opportuno assegnarle le poco mobili batterie del primo conflitto mondiale, dirottando i prodotti più recenti in teatri aventi maggiore importanza strategica per il paese.
L'insufficienza dell'equipaggiamento e dei mezzi del Regio Esercito fu evidenziato anche in Russia. L'armamento personale del soldato si articolava sul datato ma robusto fucile Carcano Mod. 91, sulla mitragliatrice pesante Breda Mod. 37 e sul Mortaio da 81 Mod. 35; mediocri erano invece i fucili mitragliatori Breda Mod. 30 e Breda Mod. 5C che s'inceppavano facilmente, i mortai Brixia Mod. 35 da 45 mm che sparavano bombe troppo leggere e le bombe a mano con spolette inefficaci su neve e terreno fangoso. Grave si confermò la mancanza totale di un'arma automatica individuale paragonabile al PPŠ-41 o all'MP 40 e non fu posto rimedio alla dotazione standard di armi automatiche di squadra, che nel battaglione italiano era inferiore a quella di un battaglione tedesco o russo. La fanteria era inoltre priva di reali pezzi anticarro e il 47/32 Mod. 1935, un cannone d'accompagnamento improvvisato nel ruolo controcarri, era inutile contro i T-34 sovietici. L'equipaggiamento invernale si rivelò insufficiente e, se durante il primo inverno di guerra il CSIR fu fornito per tempo di adeguati indumenti di lana (seppur si trattasse di lana autarchica), l'ARMIR dovette affrontare il secondo inverno senza i pratici cappotti imbottiti utilizzati da alleati e nemici, senza tute bianche atte a mimetizzarsi con l'ambiente (furono distribuite solo al Battaglione alpini sciatori "Monte Cervino") e senza calzature adeguate: gli scarponi chiodati, infatti, erano inadatti al fango e alla neve, non potevano essere imbottiti con calze supplementari e i chiodi favorivano la formazione di ghiaccio. Durante il primo inverno i casi di congelamento furono relativamente pochi perché i fanti passavano le notti nelle isbe o nei bunker, tuttavia il generale Messe scrisse fin da subito che le truppe necessitavano di calzature simili ai valenki, ossia stivali alti e robusti in feltro di facile costruzione. Ma la mancanza di elasticità dei comandi e, probabilmente, gli interessi dei fornitori, fecero sì che la produzione di tali calzature non fosse nemmeno presa in considerazione e Roma autorizzò solamente l'acquisto in loco di pezzi russi.

## Svolgimento della campagna

### L'arrivo del Corpo di spedizione sul fronte orientale

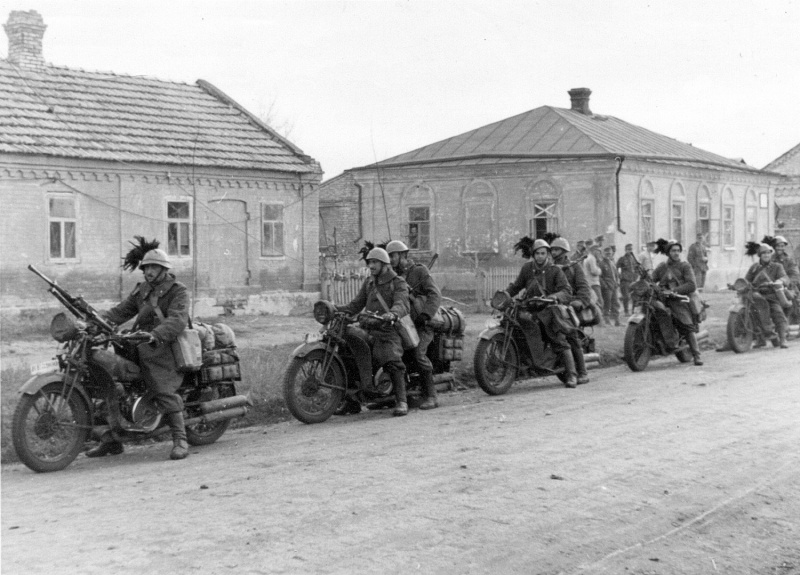
Bersaglieri motociclisti diretti verso il fronte nell'estate 1941

Nella prima fase dell'offensiva le divisioni tedesche penetrarono profondamente in territorio sovietico, dando l'impressione a Mussolini che la campagna avrebbe potuto concludersi rapidamente e fruttare la cattura di milioni di prigionieri, utili allo sforzo bellico dell'Asse. Il ritmo travolgente delle vittorie tedesche convinse dunque Mussolini e i comandi dell'esercito ad approntare rapidamente il corpo di spedizione: il 26 giugno i primi reparti iniziarono a raccogliersi in patria per un trasferimento che complessivamente durò quasi un mese e che li portò in Ungheria centrale, da dove si sarebbero poi diretti verso il fronte. Il CSIR fu dispiegato per l'eliminazione delle sacche di resistenza lasciate indietro dalle formazioni meccanizzate tedesche e tale incarico si rivelò gestibile per il corpo d'armata, impiegato nel limite delle sue possibilità peraltro con buoni risultati. Fu confermato così che le divisioni italiane erano in grado di svolgere efficacemente i compiti secondari che la guerra sul fronte orientale lasciava alle truppe appiedate.
Le tradotte dirette ai primi punti di raccolta a Borșa e Felsővisó, in Ungheria, iniziarono il loro viaggio il 10 luglio 1941. Il primo contingente italiano che giunse a Borșa il 13 luglio fu il 79º Reggimento fanteria, a cui seguirono una dopo l'altra centinaia di tradotte fino a fine mese. A Borșa era stato predisposto un centro logistico in modo che i reparti potessero proseguire rapidamente verso Botoșani, che si trovava 250 chilometri a est, oltre i Carpazi, e che non era collegata a una linea ferroviaria, costringendo gli uomini del CSIR a percorrere la distanza a piedi. Nel frattempo il generale Francesco Zingales dovette essere ricoverato in una clinica di Vienna per un improvviso attacco influenzale con complicazioni polmonari e così, a sostituirlo, fu designato il generale Giovanni Messe, che si era distinto in Albania e Grecia e che, il 17 luglio, raggiunse i reparti nei punti di raccolta in Ungheria.

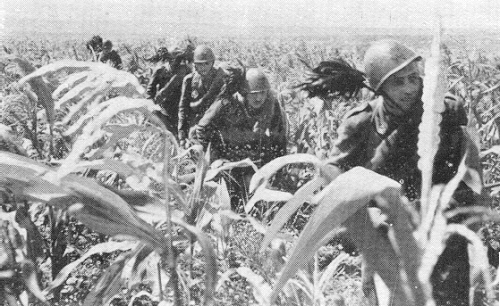
Pattuglia di Bersaglieri avanza in un campo coltivato dell'Ucraina

Completato il suo schieramento il CSIR fu inquadrato nell'11ª Armata del generale Eugen Ritter von Schobert, ma posto a disposizione del gruppo corazzato del generale Paul Ludwig Ewald von Kleist (poi 1. Panzerarmee). Messe si rese subito conto che sarebbe stato molto difficile mantenere le tabelle di marcia della Wehrmacht e il 5 agosto, quando l'intero CSIR raggiunse Botoșani, l'11ª Armata aveva già compiuto un balzo in avanti di 300 chilometri per schierarsi lungo il Dnestr. Al suo arrivo Messe fu immediatamente raggiunto dall'ordine di von Kleist: gli italiani avrebbero dovuto procedere per altri 200 chilometri e schierarsi a Jampol' come forza di riserva del fronte del Dnestr. Il comandante italiano, constatata l'impossibilità di muoversi speditamente con l'intero corpo, assolse l'ordine solo in parte ordinando di proseguire alla sola divisione in grado di avanzare velocemente, la "Pasubio", rinforzata da una compagnia di bersaglieri motociclisti. Nonostante il maltempo che rendeva le pianure ucraine fangose e difficilmente percorribili, a bordo dei loro Lancia 3Ro i fanti della "Pasubio" giunsero a Jampol', entrando finalmente in zona di combattimento. Forze sovietiche erano dislocate tra il fiume Dnestr e il Bug Orientale, pressate dall'11ª Armata che nel frattempo aveva superato il Dnestr con la sua ala destra. Il compito della "Pasubio" consisteva nel raggiungere il gruppo di von Kleist e tagliare diagonalmente un corridoio boscoso tra il Dnestr e il Bug per chiudere la ritirata nemica, percorrendo quindi 400 chilometri fino a Nikolaev, dove il Bug sfocia nel Mar Nero.

### Il battesimo del fuoco

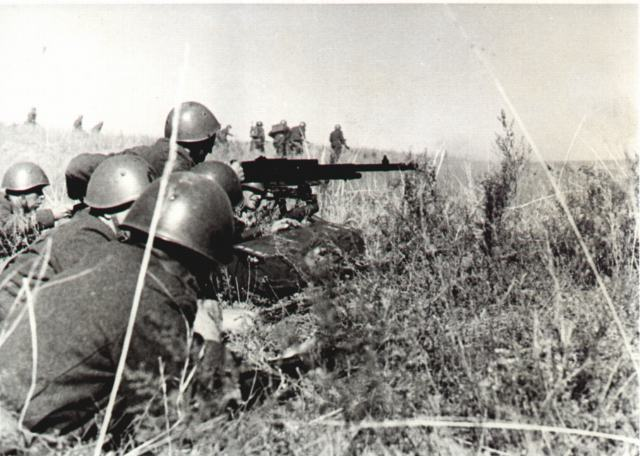
Camicie nere impegnate in uno scontro a fuoco nell'estate 1941

Chiamate a operare assieme alle forze tedesche intente a tagliare la strada alla ritirata sovietica, il 10 agosto le avanguardie della "Pasubio", al comando del colonnello Epifanio Chiaramonti, avanzarono su Voznesensk e quindi verso Pokrovka, nonostante il maltempo che bloccò il resto della divisione. Marciando lungo la riva destra del Bug in direzione sud-est per tagliare ai russi la ritirata verso la strategica città di Nikolaev, la "colonna Chiaramonti" l'11 agosto entrò in contatto con il nemico all'altezza di Jasnaja Poljana, dove ebbe un duro scontro a fuoco con i sovietici che in ultimo si ritirarono. La battaglia tra i fiumi Dnestr e Bug era ancora in corso quando, il 14 agosto, il comando dell'Heeresgruppe Süd decise di assegnare le truppe italiane alla diretta dipendenza del gruppo corazzato di von Kleist per sostituire la 5. SS-Panzer-Division "Wiking" a Čigirin e in altri presidi lungo il Dnepr nei giorni successivi (partecipando in seguito alla breve lotta per la testa di ponte di Dnipropetrovs'k). Questa decisione ebbe notevoli conseguenze sul CSIR: il gruppo corazzato era la punta di diamante dell'Heeresgruppe Süd e così il corpo di spedizione italiano venne a trovarsi molto vicino al fulcro dei combattimenti. Ciò dimostrò che i tedeschi non disponevano di sufficienti reparti di fanteria celere e che, dunque, furono costretti a richiedere un supporto italiano: il generale Messe fu orgoglioso di poter prendere parte ai combattimenti principali, ma dall'altra divenne consapevole che d'ora in avanti vi sarebbe stato il rischio concreto di partecipare a missioni superiori alle sue forze. Egli si unì comunque a colloquio con il generale von Kleist, il cui obiettivo era il congiungimento oltre il Dnepr con la 2. Panzerarmee del generale Heinz Guderian e completare così l'accerchiamento delle linee russe in corrispondenza di Kiev.
La carenza di mezzi motorizzati non consentì agli italiani di avanzare compattamente e velocemente, perciò all'inizio solo la "Pasubio" progredì verso il Dnepr assieme al III Corpo d'armata della 17ª Armata tedesca, coprendone il fianco sinistro e lasciando libere le unità alleate di avanzare ulteriormente verso est. Il comando del corpo di spedizione tentò in ogni modo di condurre fino al Dnepr la 3ª Divisione celere e la Divisione "Torino", dato che il comando tedesco richiedeva con urgenza queste forze; importante era inoltre, negli ufficiali italiani, il desiderio di far mostra delle potenzialità del Regio Esercito, ma le due divisioni seguivano solo con grande difficoltà la "Pasubio".

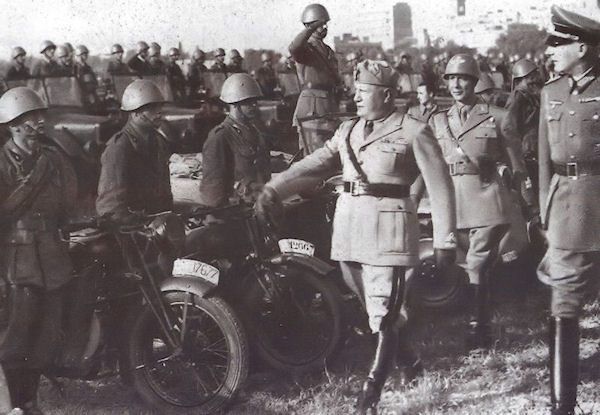
Mussolini passa in rassegna i bersaglieri motociclisti durante la visita al fronte

Il 6 settembre la 3ª Divisione celere del generale Mario Marazzani raggiunse infine la "Pasubio" davanti al Dnepr e la "Torino" arrivò la settimana seguente, dopo aver marciato ininterrottamente per 1 300 chilometri. Finalmente riunito, il CSIR prese posizione lungo il fronte, su un tratto di circa 100 chilometri dalla confluenza della Vorskla alla testa di ponte di Dnepropetrovsk, che successivamente fu allungata di altri 50 chilometri a sud della città. I timori dei comandi italiani di dover partecipare ad azioni fuori portata si concretizzarono il 15 settembre quando il CSIR, con tutte e tre le divisioni schierate sul Dnepr, fu assegnato al comando delle retrovie del Gruppo d'armate Sud per difendere un ampio fronte sulla riva occidentale del fiume. Ma solo cinque giorni dopo il CSIR tornò sotto il comando del gruppo corazzato von Kleist e, tra il 28 e il 30 settembre, ebbe l'occasione di compiere la sua prima operazione bellica autonoma, che viene ricordata dalla storiografia italiana come la «manovra di Petrikovka».
Intanto, dopo essersi recato dal Führer nel suo quartier generale a Rastenburg, il 29 agosto Mussolini raggiunse in aereo Uman', dove passò in rassegna le unità di rappresentanza italiane durante la sua prima e unica visita al fronte orientale. In questa occasione Messe avrebbe voluto parlare con il Duce per richiedere l'invio di ulteriori automezzi, ma il colloquio fu breve e i gerarchi italo-tedeschi dopo poco tempo salirono nuovamente sull'aereo che li ricondusse a Leopoli. Nel colloquio con Mussolini il generale Messe gli aveva riferito del buon comportamento delle truppe, ma anche della scarsità di mezzi e materiali per l'inverno. Il dittatore gli aveva promesso che avrebbe spinto i tedeschi a rispettare i patti: i rappresentanti dell'Asse avevano infatti stipulato un accordo secondo il quale la Wehrmacht si impegnava a fornire al CSIR il fabbisogno logistico, l'intero fabbisogno di carburante e parte di attrezzature mediche, viveri e materiale per il rafforzamento bellico. Fino alla "battaglia dei due fiumi" tutto si svolse secondo gli accordi, ma durante il trasferimento verso il Dnepr il rifornimento di carburante fu dimezzato. Memore delle migliaia di casi di congelamento avuti in Albania e in Grecia, in vista dell'inverno imminente Messe assoldò dei "trafficanti" rumeni, attivò sottufficiali esperti della Sussistenza e acquistò dal mercato nero in Romania cavalli, carri, slitte, pellicce e qualche automezzo.

### Da Petrikovka al Donec

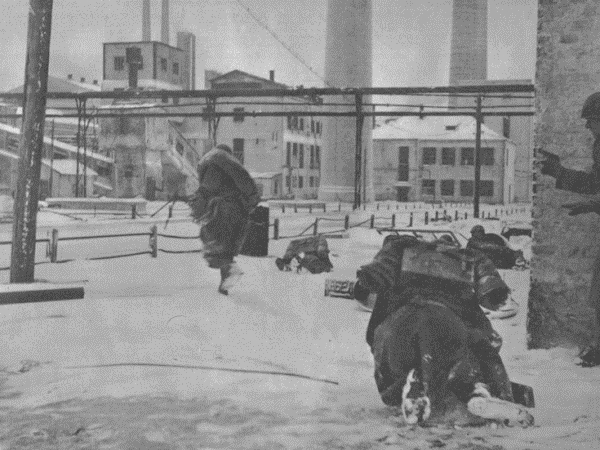
Combattimenti nella città di Gorlovka

Nella grande manovra di accerchiamento di Kiev, il piano tedesco prevedeva per gli italiani il compito di circondare reparti russi dislocati tra il fiume Orel' e la testa di ponte di Dnepropetrovsk; pertanto si decise una manovra a tenaglia che avrebbe dovuto convergere sulla città di Petrikovka. L'operazione fu interamente affidata al CSIR, il quale disponeva ora anche della "Pasubio" tornata nuovamente sotto il comando italiano. Il mattino del 28 settembre la "Torino" attaccò i sovietici allo scopo di raggiungere Obuchivka, sfondando le linee avversarie tenute dalla 261ª Divisione fucilieri delle guardie, mentre la "Pasubio" attaccava da Caričanka e la "Celere" si dedicava a operazioni di rastrellamento. Nei tre giorni in cui si svolsero le manovre il CSIR lamentò 87 morti, 190 feriti e 14 dispersi; catturò comunque numerose armi e quadrupedi e fece circa 10 000 prigionieri. Fu un limitato successo che ricevette le felicitazioni del generale von Kleist e fu sfruttato politicamente in Italia: Ciano annotò che «il Duce è euforico per i successi del corpo di spedizione in Russia», mentre Cavallero tentò di premere su Mussolini affinché i prigionieri di guerra fossero trasportati in Italia per sopperire alle esigenze di manodopera. Mussolini sapeva però che la politica tedesca imponeva di trasferire unicamente in Germania i prigionieri destinati al lavoro coatto.
Dopo aver attraversato il Dnepr, il corpo corazzato tedesco ebbe il compito di raggiungere la costa del Mar d'Azov passando da sud, per poi avanzare verso est e conquistare Rostov sul Don e il bacino carbonifero del Donec, centro importante per l'industria bellica sovietica. Anche in questo frangente il CSIR fu incaricato di coprire il fianco sinistro della grande unità, ma al tempo stesso fu previsto che le unità italiane e le unità del XLIX Corpo d'armata da montagna tedesco partecipassero attivamente all'offensiva nel Donbass. I reparti furono fortemente ostacolati dalle forti piogge e dai terreni tramutati in pantani fangosi (fenomeno noto come rasputiza), che rallentavano la marcia della fanteria e le colonne motorizzate dei rifornimenti. Inoltre il progressivo spostamento delle basi logistiche, unito alle difficoltà create da una rete ferroviaria debole e a scartamento diverso da quello europeo, limitò fortemente l'operatività delle armate tedesca e italiana.

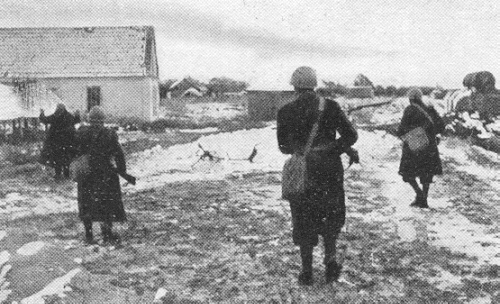
Fanteria italiana durante un'operazione di rastrellamento nell'inverno 1941-1942

I contrasti fecero sì che i comandi italiani agli inizi di ottobre minacciassero i tedeschi di non partecipare all'offensiva di von Kleist (Operazione "Donezlawine"), ma le richieste non ottennero nessun risultato. Dato che i tedeschi avevano assegnato agli italiani l'ordine di avanzare verso l'importante centro ferroviario di Stalino, il 4 ottobre la "Celere" e la "Pasubio" furono le prime a muoversi, precedute in avanguardia dal 3º Reggimento Bersaglieri e dal Reggimento "Lancieri di Novara". Chiudeva la formazione la "Torino", sempre a passo di marcia. Il 9, eliminata la testa di ponte di Ul'janovka, il CSIR raggiunse il fiume Volč'ja al cadere della prima neve e il giorno seguente i bersaglieri e gli uomini della 63ª Legione "Tagliamento", assieme a reparti tedeschi, soppressero la testa di ponte di Pavlograd. Il 20 ottobre i bersaglieri occuparono quindi il centro siderurgico di Stalino e al contempo, calando da nord, la "Pasubio" si aprì la strada verso la città combattendo contro agguerrite truppe motorizzate sovietiche. L'operazione si concluse il 29 ottobre, ma gli italiani nella prima metà di novembre furono nuovamente impegnati nell'occupazione di Rikovo, Gorlovka e Nikitovka, centri industriali difesi accanitamente dai sovietici. Il CSIR iniziò intanto a consolidare le proprie posizioni, nonostante la tenace resistenza dell'Armata Rossa, per garantire l'integrità dei fianchi interni alla 17ª Armata e alla 1ª Armata corazzata tedesche; in ultimo il corpo di spedizione italiano sferrò alcuni attacchi in condizioni di inferiorità tra il 6 e il 14 dicembre, che portarono comunque all'occupazione di una linea avanzata a forma di falce, alquanto vantaggiosa, tra Debal'cevo e Rassypnое.

### Primo inverno in Russia

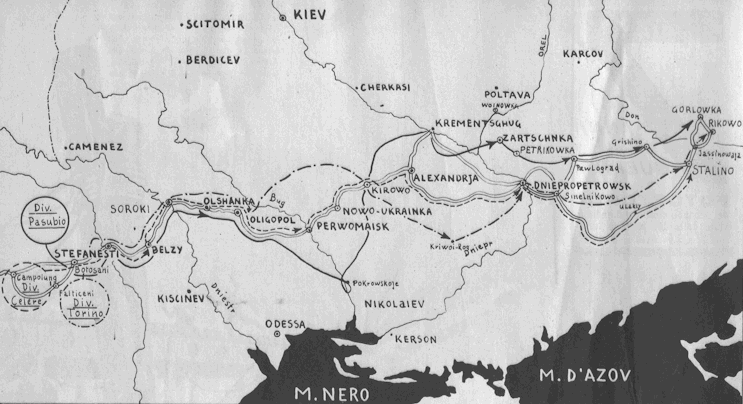
Mappa dell'avanzata del CSIR durante tutta la sua campagna

Mentre il CSIR installava la sua base operativa a Stalino e i genieri italiani predisponevano la loro zona d'occupazione con alloggiamenti e opere difensive in previsione del duro inverno, le forze tedesche erano ormai alle porte di Mosca. La capitale tuttavia non cadde e l'8 dicembre l'alto comando tedesco annunciò che tutte le operazioni sul fronte orientale erano temporaneamente sospese; la colossale operazione Barbarossa era fallita. L'Armata Rossa sfruttò l'occasione per ingaggiare una serie di combattimenti lungo tutto il fronte, allo scopo di tener impegnati, sottoponendoli a un costante logorio di forze, i tedeschi e i loro alleati. Più che a un piano strategico organico, l'offensiva sovietica corrispondeva al desiderio di "saggiare" i vari settori del fronte per individuare i punti di minor resistenza, allo scopo di poterli poi investire e travolgere nel momento più opportuno. Questo concetto di azione non corrispondeva forse a quel canone di economia di forze illustrato in tutti i trattati sull'arte della guerra, ma servì efficacemente a tenere in continuo e snervante stato di allerta i nemici, con conseguente sperpero di armi e munizioni. L'urto sovietico ebbe comunque innegabili successi: allentò la forte pressione delle truppe tedesche che da settembre assediavano Leningrado, riuscendo peraltro a riconquistare Kerč' e Feodosia il 30 dicembre, mentre sul fronte centrale costrinse i tedeschi a indietreggiare di circa 200 chilometri, e nel settore meridionale portò alla riconquista di Rostov. Nel settore meridionale, rioccupata Rostov, i sovietici decisero di tentare l'aggiramento dello schieramento dell'Asse lanciando i loro attacchi in successione contro il II, il XIV, il XLIX corpo d'armata tedesco, e infine contro il CSIR.

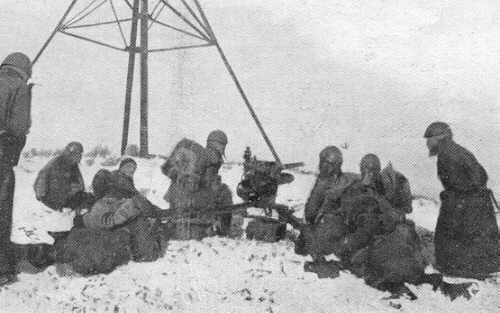
Un pezzo anticarro italiano in batteria, sul fronte orientale

I russi investirono il CSIR all'alba del 25 dicembre 1941 impegnandolo nella cosiddetta Battaglia di Natale con tre divisioni di fanteria, due divisioni di cavalleria e l'appoggio di artiglieria e carri armati. Gli italiani, coadiuvati da due reggimenti tedeschi, resistettero tenacemente e il generale Messe mantenne il controllo della situazione, utilizzando al meglio i carri tedeschi mandati a soccorso; la "battaglia di Natale" durò fino al 31 dicembre, chiudendo così, dopo una settimana di aspri combattimenti, un ciclo operativo che aveva impegnato duramente tutto il settore del corpo di spedizione italiano, che terminò vittoriosamente nonostante le dure condizioni climatiche e la netta inferiorità numerica. Il piano russo mirava a separare il XLIX Corpo d'armata tedesco dal CSIR, sfondando nel punto tenuto dalla "Celere" e quindi dilagare verso Stalino: seppur ottimo sotto il profilo tattico la fanteria sovietica non riuscì a sfruttare abilmente i vuoti che si erano creati nel settore italiano il 25 dicembre, concentrandosi nell'attacco dei capisaldi e permettendo così alle riserve italiane di affluire nei punti critici. I russi seguirono in questa fase della lotta una tattica più simile a quella della prima guerra mondiale che a quella che i tedeschi utilizzarono in Polonia e Francia: la cavalleria venne utilizzata in appoggio della fanteria piuttosto che lanciata oltre le linee di resistenza. Soltanto l'inverno successivo i sovietici modificarono radicalmente le loro tattiche, con esiti decisivi. Con questo scontro si chiuse la prima fase operativa del Corpo di Spedizione Italiano sul fronte orientale e gli uomini si prepararono ad affrontare nel migliore dei modi l'inverno. Le unità lo superarono abbastanza bene grazie soprattutto all'amara esperienza fatta durante la guerra sul fronte greco-albanese, che portò Messe e i comandi inferiori a colmare le mancanze con l'acquisto di indumenti invernali dalle armate rumene e ungheresi, e rifornendosi al mercato nero. Infine giovò al CSIR l'esclusione, per pochezza dei mezzi motorizzati e corazzati, dalle manovre ad ampio raggio di sola competenza tedesca. Operazioni di maggior portata ebbero luogo nella regione di Izjum, dove il comando italiano venne incontro alle pressanti richieste tedesche solo tra gennaio e giugno 1942, quando vi furono inviati gruppi tattici da combattimento radunati in gran fretta, per garantire la sicurezza delle retrovie e svolgere trascurabili missioni di combattimento a scopo difensivo e offensivo.
Le divisioni italiane erano inferiori a quelle tedesche per potenza di fuoco, mobilità e comunicazione; il livello di addestramento dei sottufficiali e delle truppe lasciava alquanto a desiderare e gli ufficiali non erano abituati ai metodi di comando impiegati dai tedeschi. Tuttavia, osservando il primo anno di guerra del CSIR in Russia lo stato maggiore della Kriegsmarine annotò: «nello scacchiere russo sono impiegate tre divisioni [italiane] che si battono in modo lodevole». La buona prova offerta dalle forze italiane fu merito anche del generale Messe, che seppe motivare le truppe e allo stesso tempo riuscì a essere inflessibile verso i sottoposti che non rispondevano alle sue aspettative, riuscendo a ricevere anche riconoscimenti dai comandi tedeschi.

### Costituzione dell'8ª Armata

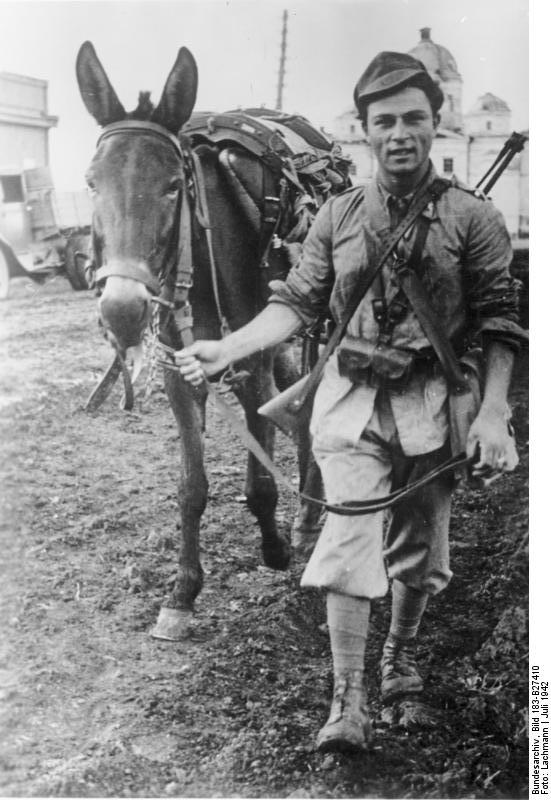
Soldato dell'8ª Armata con il suo mulo a Char'kov, estate 1942

Durante l'inverno Messe si adoperò per far sì che il Corpo di spedizione fosse in grado di mantenere a ogni costo la posizione conquistata in inverno e insistette più volte affinché fosse riorganizzato in modo da poter partecipare con successo alle offensive del 1942. Ciò che preoccupava maggiormente il generale non era tanto l'aumento numerico delle proprie truppe, bensì il miglioramento della loro efficienza bellica: abbisognavano di artiglieria pesante, automezzi, carri armati e armi anticarro. Due divisioni fresche (possibilmente alpine) avrebbero dovuto sostituire quelle più logore, per poi essere riorganizzate in grandi unità motorizzate in grado di muovere rapidamente alla ripresa delle operazioni. La precaria situazione al fronte, però, non permise neppure la sostituzione della 3ª Divisione "Celere" (la più provata) e inoltre quanto richiesto da Messe era difficilmente reperibile in patria, senza contare le problematiche legate al trasporto. Nella primavera 1942 la "Celere" fu convertita in divisione motorizzata, i suoi reggimenti di cavalleria furono riuniti in un Raggruppamento a cavallo, le truppe direttamente dipendenti dal Comando di Corpo d'armata furono potenziate da un battaglione di alpini scelti e si provvide a rimpiazzare le perdite subite drenando uomini dalle due divisioni autotrasportabili. Il comando supremo italiano optò quindi per un compromesso tra le pressanti domande di forniture avanzate da Messe e le necessità derivanti dalla decisione di Mussolini di aumentare notevolmente l'impegno militare in Russia.

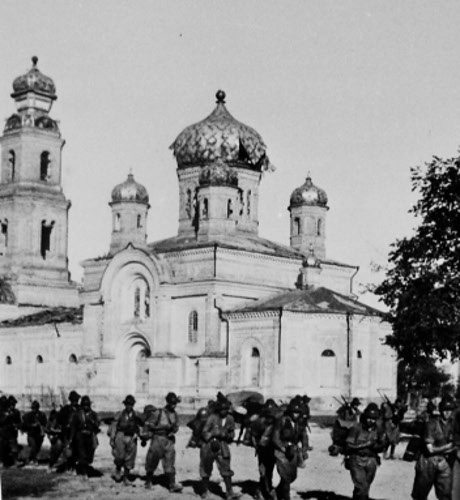
Il battaglione alpino "L'Aquila" transita dinanzi alla chiesa della Trinità di Roven'ki, durante la marcia verso il Don

La prima tradotta del CSIR non era ancora partita quando il dittatore, il 2 luglio, aveva ventilato all'ambasciatore Hans Georg von Mackensen l'idea di impiegare altre tre divisioni sul fronte orientale. Pochi giorni dopo erano iniziate le sollecitazioni a Hitler perché approvasse l'invio di truppe italiane e il 14 luglio Mussolini ordinò ufficialmente al generale Mario Roatta di preparare un ulteriore corpo di spedizione per il fronte russo. All'epoca lo stato maggiore stava già verificando l'opportunità di inviare un secondo corpo d'armata e, in quell'occasione, fu presa in esame la possibilità di riunire i due corpi sotto un comando unico d'armata. Nonostante il tentennamento tedesco, il 15 novembre Mussolini dispose l'inizio dei preparativi per organizzare altri due corpi d'armata, che sarebbero stati radunati sotto la futura 8ª Armata. Fondamentalmente le motivazioni alla base di questo nuovo sforzo erano le medesime che stavano dietro l'intervento del CSIR, nonostante il Duce fosse consapevole che l'impegno andava aldilà del potenziale militare dell'esercito. La paura di Mussolini di perdere peso politico a favore di Romania (che aveva conquistato Odessa) e Ungheria, e la centralità ormai assunta dalle operazioni sul fronte orientale, lo convinsero della necessità di rafforzare la posizione dell'Italia tra gli stati della coalizione fascista con l'invio massiccio di truppe, nel tentativo di riacquisire prestigio agli occhi di Hitler. Mussolini considerava la Germania nazionalsocialista l'unico alleato con cui avrebbe potuto realizzare i propri sogni imperialistici ed era convinto che avrebbe vinto la guerra in Russia, per quanto ritenesse che i combattimenti sarebbero stati più duri e più lunghi del previsto; sperava inoltre che, a seguito della vittoria, la Wehrmacht avrebbe attaccato dal Caucaso i possedimenti britannici nel Vicino Oriente, formando con l'avanzata dalla Libia una tenaglia che avrebbe risollevato le sorti italiane nel Nordafrica e occupato i ricchi giacimenti petroliferi mediorientali. Quest'ultima motivazione del tutto irrealistica era però ritenuta vitale dai vertici italiani per continuare la guerra e ridare linfa all'economia, in particolare grazie alle vaste risorse agricole, minerarie ed energetiche dell'URSS. I tedeschi, dal canto loro, avevano condotto uno sforzo notevole per la campagna e si rivelarono molto poco inclini a concedere i frutti della sperata vittoria: fin dal primo momento concessero agli alleati italiani solo quelle risorse conquistate sul campo dal loro esercito. La situazione sarebbe cambiata nell'estate del 1942, quando il ministro dell'economia tedesco Walther Funk comunicò a Roma che la Germania era più aperta a compromessi, ammettendo che il Reich non era in grado da solo, e in tempo utile, di sfruttare tutte le risorse sovietiche «in misura adeguata alle necessità dell'Asse e dell'Europa».
Così come era avvenuto per la richiesta di inviare sul fronte il CSIR, Hitler inizialmente non era molto favorevole all'arrivo di ulteriori forze italiane; tuttavia, con il fallimento dell'operazione Barbarossa e la riuscita controffensiva sovietica del dicembre 1941, la situazione strategica era mutata radicalmente, e le cocenti sconfitte subite offrirono a Mussolini l'occasione per riguadagnare prestigio agli occhi dei tedeschi. Già il 14 dicembre il generale Alfred Jodl, capo di stato maggiore per le operazioni (Wehrmachtführungsstab) presso il comando supremo della Wehrmacht, comunicò all'addetto militare italiano a Berlino, su incarico di Hitler, «che oltre al Corpo alpini offerto dal Duce poco tempo prima, sarebbe stato impiegato un ulteriore Corpo italiano». La settimana successiva il Führer decise di spingere l'Italia, la Romania e l'Ungheria ad allestire forze numerose per le operazioni del 1942, sì da averle disponibili in poco tempo. Infine il 29 dicembre Hitler comunicò ufficialmente a Mussolini il suo cambio di strategia e il Duce colse in pieno l'occasione.

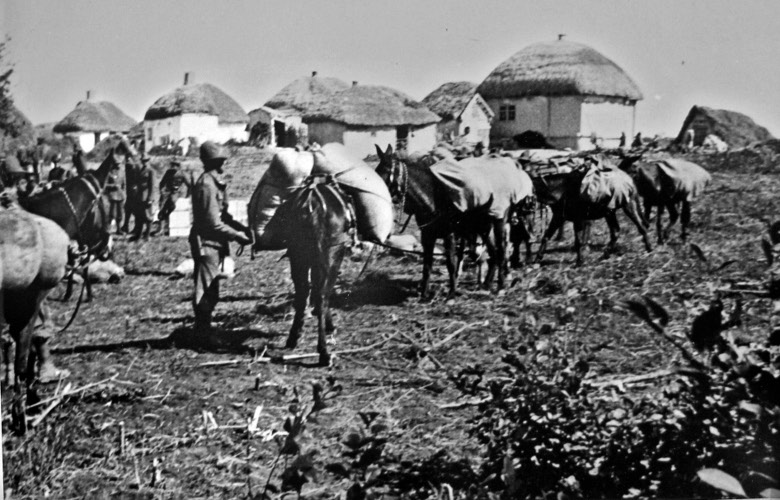
Sosta all'interno di un kolchoz

I primi mesi del 1942 furono dedicati alla scelta e alla preparazione della nuova unità e dei suoi comandanti e, alla fine di aprile, fu attivata l'8ª Armata (o Armata Italiana in Russia - ARMIR): una volta trasferita sul fronte orientale avrebbe assorbito il CSIR, che avrebbe assunto la denominazione di XXXV Corpo d'armata sempre al comando di Messe. Guidata dal generale Italo Gariboldi, l'armata era articolata sul II Corpo d'armata del generale Giovanni Zanghieri, con la 2ª Divisione fanteria "Sforzesca", la 3ª Divisione fanteria "Ravenna" e la 5ª Divisione fanteria "Cosseria"; e sul comando del 4º Corpo d'armata alpino del generale Gabriele Nasci, con la 2ª Divisione alpina "Tridentina", la "3ª Divisione alpina "Julia" e la 4ª Divisione alpina "Cuneense". Fu assegnata direttamente all'armata la 156ª Divisione fanteria "Vicenza", demandata a funzioni di protezione e repressione nelle retrovie, ed erano inoltre disponibili due raggruppamenti di camicie nere, "23 Marzo" e "3 Gennaio", dotati di 4 battaglioni di fucilieri e due battaglioni con armamento pesante. In totale l'8ª Armata contava circa 229 000 uomini, 224 cannoni Breda 20/65 Mod. 1935, 28 vecchi cannoni 65/17 Mod. 1908/1913, 600 pezzi d'artiglieria, 52 moderni cannoni contraerei 75/46 C.A. Mod. 1934, 297 cannoni anticarro 47/32 (di cui 19 in versione semoventi L40); si aggiunsero 36 pezzi 75/32 Mod. 1937 del 201º Reggimento artiglieria motorizzato e 54 cannoni anticarro 7,5 cm PaK 97/38 forniti dai tedeschi, non appena fu loro nota la vulnerabilità delle divisioni italiane agli attacchi corazzati. Per quanto riguarda la motorizzazione, l'ARMIR disponeva di 16 700 automezzi, 1 130 trattori d'artiglieria, 4 470 motociclette e 25 000 animali da soma, tiro e sella. Punto decisamente debole era la disponibilità di carri armati: oltre a qualche autoblindo e ai semoventi già citati, erano presenti solo 31 carri armati leggeri L6/40, completamente inefficaci contro i carri T-34 russi. In definitiva l'ARMIR fu dotata del meglio di cui il Regio Esercito potesse disporre e le divisioni, seppur carenti in mobilità e potenza di fuoco, andarono al fronte con equipaggiamento al completo, quando ancora molte divisioni tedesche risultavano stremate dai combattimenti dell'anno precedente.
Appena venuto a conoscenza delle grandi novità che aspettavano le forze italiane sul fronte orientale, Messe si precipitò a Roma e ottenne udienza da Mussolini, cercando di spiegare al dittatore gli enormi rischi che si sarebbero incontrati con un'armata priva di mezzi corazzati e con pochi automezzi. Tra elogi e lusinghe di circostanza, Mussolini confidò a Messe: «Io debbo essere al fianco del Führer in Russia come il Führer fu al mio fianco nella guerra contro la Grecia e come lo è tuttora in Africa. [...] Caro Messe, al tavolo della pace peseranno più i 200 000 dell'ARMIR che i 60 000 del CSIR».

#### La componente navale

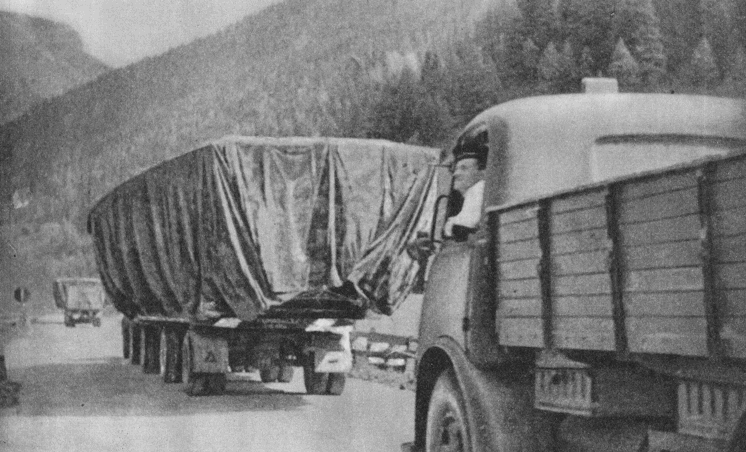
Gli scafi dei MAS diretti sul Mar Nero, dai quali sono state smontate tutte le sovrastrutture, attraversano lentamente l'Europa

Il Mar Nero assunse notevole importanza durante le operazioni di assedio della città di Sebastopoli. Il Generaloberst Erich von Manstein, dopo aver conquistato la Crimea, nell'ottobre 1941 dovette fermarsi dinanzi alle fortificazioni che difendevano la città. L'alto comando tedesco valutò allora la possibilità di inviare per via terrestre dei piccoli mezzi siluranti sul Mar Nero, nel tentativo di colpire la flotta sovietica che dal mare continuava a rifornire gli assediati e ad appoggiarli con il tiro dei loro calibri. Considerato il successo dell'impresa di Alessandria del dicembre 1941, durante la quale alcuni piccoli siluri a lenta corsa riuscirono ad affondare le navi da battaglia HMS Queen Elizabeth e HMS Valiant, il 14 gennaio 1942 il comandante della Kriegsmarine Erich Raeder si incontrò con il suo omologo italiano Arturo Riccardi e i due concordarono per l'invio sul Mar Nero di una flottiglia composta da dieci MAS, sei sommergibili tascabili classe CB e circa dieci tra motoscafi siluranti e barchini esplosivi.

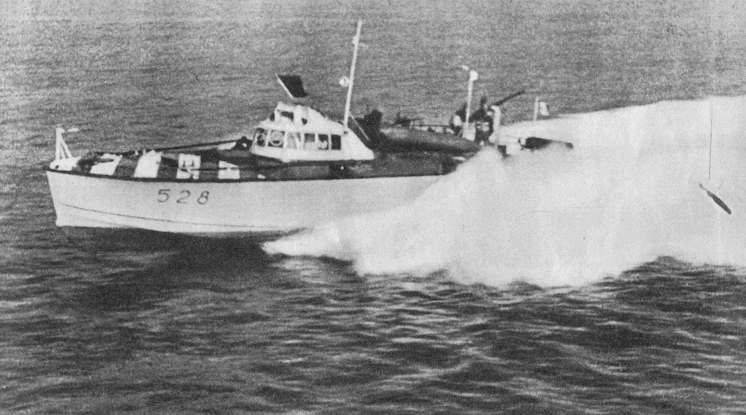
Il MAS 528, uno dei protagonisti delle azioni italiane sul lago Ladoga

L'unità, designata come 4ª Flottiglia MAS, fu posta al comando del capitano di fregata Francesco Mimbelli e fu trasferita via terra fino alle coste del Mar Nero, dove giunse nel maggio 1942 con il nominativo di "Autocolonna M.O. Moccagatta", facendo base nei porti di Jalta e Feodosia. I MAS e i sommergibili italiani furono subito coinvolti nelle operazioni contro la fortezza sovietica di Sebastopoli, attaccando il traffico da e verso la piazzaforte. Caduta la città il 4 luglio 1942, l'unità venne spostata nel Mar d'Azov per fornire protezione al traffico navale tedesco, per poi continuare con le missioni di pattugliamento lungo le coste controllate dai sovietici. A seguito degli ottimi risultati raggiunti, i tedeschi chiesero l'intervento dei MAS anche sulle sponde del lago Ladoga, in appoggio alle truppe tedesche e finlandesi impegnate nell'assedio di Leningrado. La piccola 12ª Squadriglia MAS arrivò il 15 agosto 1942 e fu posta al comando del capitano di corvetta Bianchini; fu impegnata nella caccia al traffico navale sovietico (che costituiva l'unica via di rifornimento verso la città assediata), durante la quale affondò una cannoniera e un trasporto. Con il sopraggiungere dell'inverno, il 22 ottobre i MAS vennero ceduti ai finlandesi e gli equipaggi italiani rimpatriati. Dopo il ritiro delle forze italiane dal fronte russo e l'armistizio dell'8 settembre 1943, gli equipaggi sul Mar Nero furono internati dai tedeschi, mentre i mezzi, ormai in pessimo stato di manutenzione, furono acquisiti dai rumeni per finire poi nelle mani dei sovietici a Costanza nell'agosto-settembre 1944.

### L'armata italiana sul fronte orientale

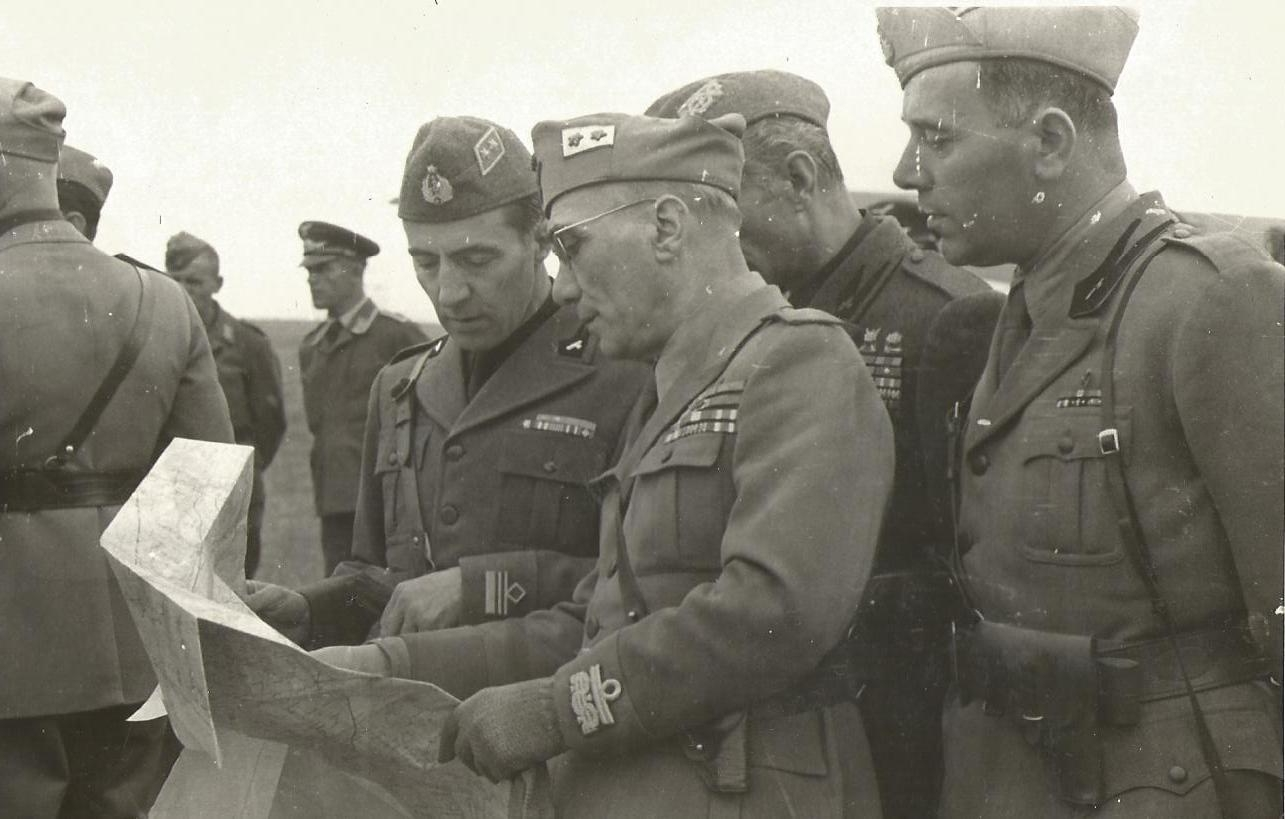
Il capo di stato maggiore dell'8ª Armata, generale Bruno Malaguti, a colloquio con alcuni ufficiali sul fronte orientale

Il 3 giugno 1942 il CSIR cessò di far parte della 1. Panzerarmee e fu incorporato ufficialmente nell'8ª Armata, prendendo il nome di XXXV Corpo d'armata; l'8 luglio Gariboldi decise di trasferire la "Torino" dal XXXV Corpo al II, sostituendola con la "Sforzesca": in tal modo volle mostrare la sua volontà di rompere l'unità del vecchio corpo d'armata e riaffermare così la sua autorità su Messe. Allo stesso tempo Gariboldi fu informato dal comando della 17ª Armata tedesca, cui ora era aggregato il XXXV Corpo, che «in caso di necessità» avrebbe dato ordini direttamente a Messe senza passare dal comando d'armata, come peraltro fece durante il periodo di avanzata delle divisioni italiane verso il Don. L'apporto italiano nell'estate restò quindi sostanzialmente quello del 1941: rincalzo alle grandi unità motorizzate tedesche e riserva da impiegare nel tamponamento delle controffensive sovietiche. L'8ª Armata fu mandata sul Don nel quadro della nuova strategia di Hitler per l'estate 1942, che prevedeva un grande attacco sul fronte sud con obiettivo Stalingrado (nodo strategico delle comunicazioni russe) e il Caucaso (ricco di petrolio). Dato che la Wehrmacht non era più in grado, come l'anno prima, di attaccare contemporaneamente su tutti i settori del fronte, il colpo decisivo doveva essere sferrato sul fronte meridionale allo scopo di «annientare definitivamente il residuo potenziale militare dei sovietici e sottrarre loro le principali fonti di rifornimento dell'economia bellica».

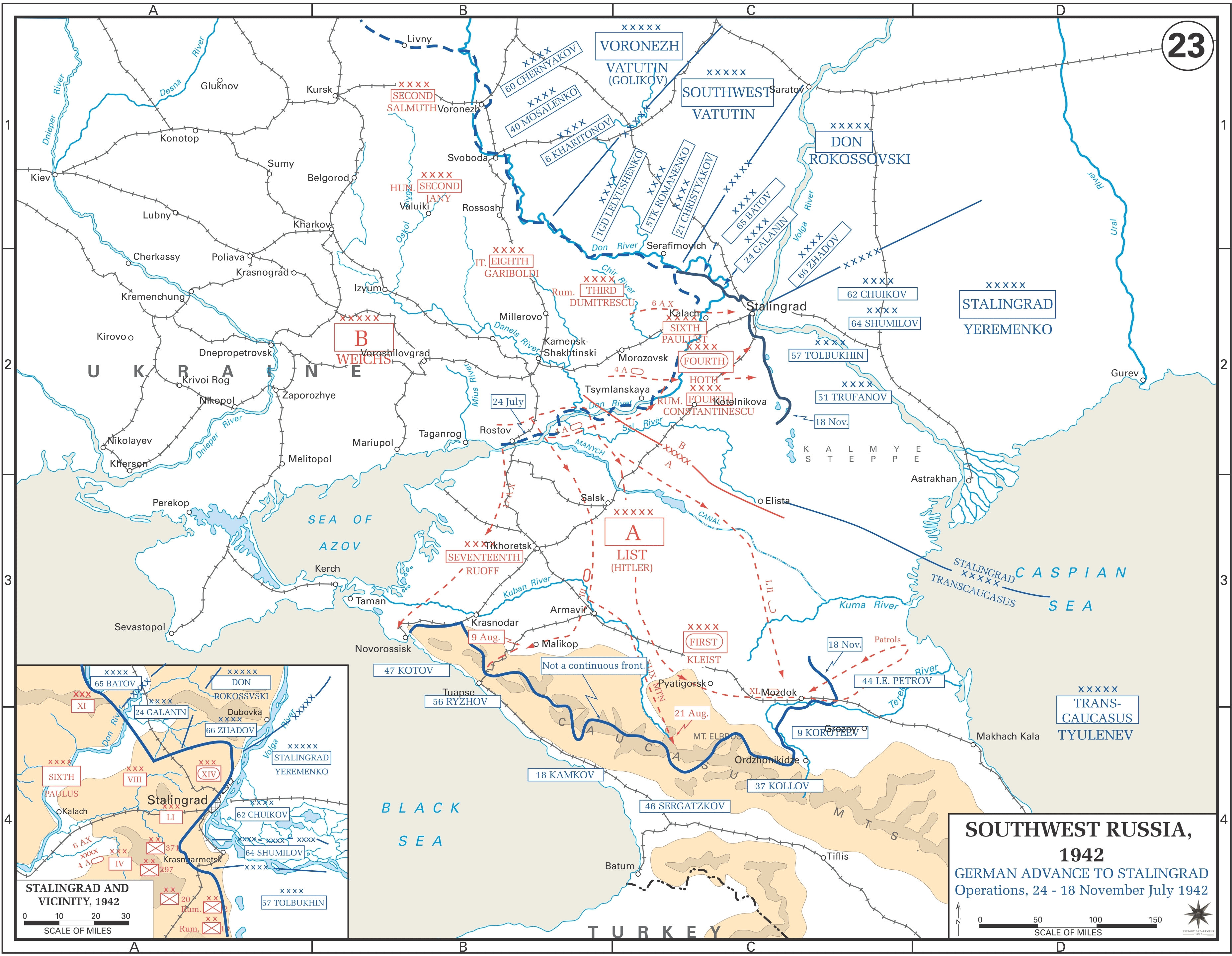
Le linee dei due schieramenti in lotta nell'estate 1942

Il 5 aprile 1942 Hitler aveva emanato la "direttiva numero 41" in cui si delineava una serie di offensive coordinate e opportunamente scaglionate, che avevano come obiettivo principale la regione del Caucaso. La direttiva stabiliva che le formazioni alleate sarebbero state impiegate in propri settori tra Orël e il Don e nell'istmo di Stalingrado: la parte più settentrionale della zona fu assegnata agli ungheresi, alla loro destra furono piazzati gli italiani e infine, a sud-est della grande città, furono schierati i rumeni. Hitler decise inoltre di suddividere il Gruppo d'armate Sud in un Gruppo d'armate B, con obiettivo Stalingrado, e in un Gruppo d'armate A che doveva puntare al Caucaso. In realtà le forze tedesche erano troppo deboli per condurre la simultanea azione e a tal proposito il capo di stato maggiore dell'esercito, Generaloberst Franz Halder, espresse le sue riserve al Führer: gli consigliò di attenersi al piano precedentemente stabilito, che prevedeva un'offensiva preliminare contro Stalingrado e solo dopo verso il Caucaso, evitando tra l'altro di sottoporre le armate disposte lungo il fiume Don a uno sforzo eccessivo. Hitler, però, non tenne conto di queste riserve e il 28 giugno ordinò di avviare la grande offensiva estiva.

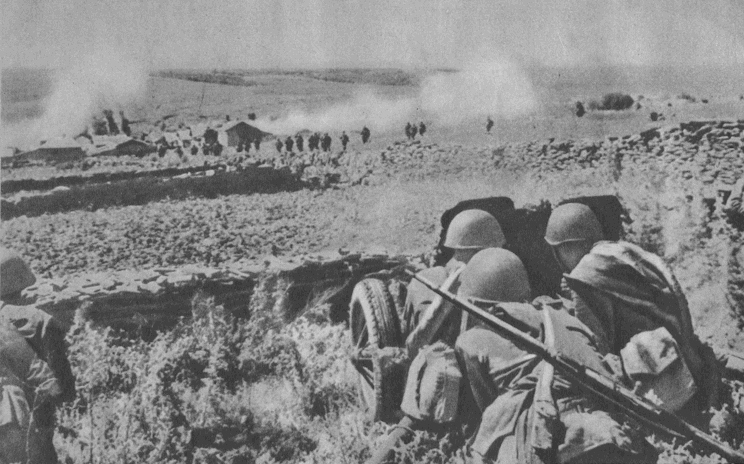
Uno dei vani contrattacchi sovietici nella zona di Voronež; in primo piano un plotone italiano anticarro

Da parte italiana l'intenzione era quella di trasferire l'8ª Armata in due scaglioni, il 1º maggio e il 1º giugno 1942, ma notevoli ritardi fecero sì che il II Corpo d'armata potesse partire solo il 17 giugno verso Charkiv, da dove si sarebbe diretto a Stalino. Il Corpo alpino partì il 14 luglio e si ricongiunse agli inizi di settembre presso Izjum, Gorlovka e Rykovo; per ultima giunse la divisione "Vicenza", che arrivò nel suo settore d'impiego solo a ottobre. L'8ª Armata fu assegnata al Gruppo d'armate B, costituita dalla 4ª Armata corazzata e dalla 6ª Armata, e come da piani fu assegnata a mansioni di rincalzo, pulizia delle retrovie e, soprattutto, di difesa dell'ala settentrionale. Il 13 agosto il generale Gariboldi assunse il comando dell'armata e ricevette l'incarico di difendere il settore del fronte nel tratto centrale del Don precedentemente tenuto da reparti tedeschi, che si snodava per ben 270 chilometri tra Pavlovsk e la foce del fiume Chopër. Alle spalle di tale tratto si estendeva una vasta zona di occupazione delimitata a ovest dal fiume Oskol e a est dalla linea ferroviaria Millerovo-Rossoš'-Voronež, mentre a nord il confine si trovava al di là della linea Rossoš'-Šeljakino-Nikitovka; a sud seguiva la linea Starobel'sk-Millerovo. Tale regione amministrativa interessava 21 distretti, 265 città e comuni e una popolazione di 476 000 persone. Il 19 agosto perciò gli Alpini, inizialmente incaricati di recarsi nel Caucaso per dare manforte ai Gebirgsjäger e alle altre divisioni tedesche, ebbero ordine di invertire la marcia e recarsi nel settore dell'8ª Armata, allo scopo di rinfoltire il sottile schieramento italiano sul fiume.
Durante le prime settimane l'offensiva tedesca, nonostante l'aspra opposizione sovietica, raccolse successi notevoli e la periferia di Stalingrado fu raggiunta il 23 agosto; dietro il Don, formidabile barriera naturale, e le truppe italiane vi era una sufficiente riserva di forze mobili tedesche, per cui la situazione non destò particolare preoccupazione nei comandanti: alcuni attacchi di alleggerimento portati dai sovietici tra agosto e settembre furono respinti. Tuttavia il protrarsi dei feroci combattimenti casa per casa consumò progressivamente le forze motocorazzate tedesche e alla metà del novembre 1942 Stalingrado, ridotta a una distesa di rovine tenuta dalla 62ª Armata sovietica, non aveva ancora ceduto; pure le operazioni nel Caucaso si erano arenate dinanzi all'asperità del territorio e le impreviste controffensive nemiche. Il piano di Hitler avrebbe potuto avere successo solo nel caso in cui i sovietici avessero subito passivamente l'attacco ma questa ipotesi, com'era prevedibile, non si avverò, e le armate satelliti dell'Asse si ritrovarono inchiodate in un settore a rischio, senza riserve adeguate e senza un vero appoggio meccanizzato.

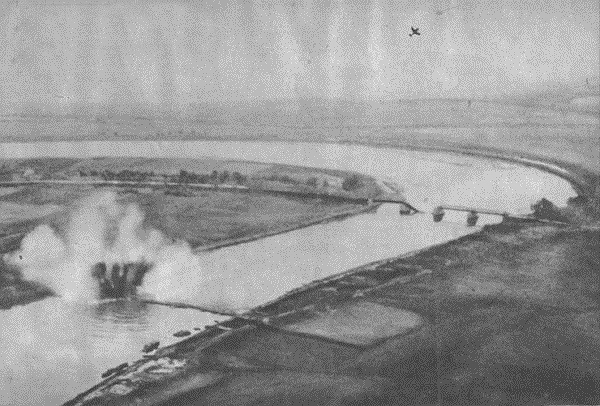
Uno Junkers Ju 87 colpisce un ponte di fortuna allestito dai sovietici durante la ritirata oltre il Don

Gli ufficiali dell'8ª Armata italiana si resero conto ben presto che i sovietici non erano certo arrivati vicini al collasso: essi infatti investirono pesantemente a fine agosto il settore tenuto dalla "Sforzesca" (prima battaglia difensiva del Don) e compirono durante tutta l'estate varie offensive nel settore del II Corpo d'armata, culminate con violenti attacchi nell'ansa di Serafimovič che inflissero gravi perdite alla 3ª Divisione "Celere". Per questo motivo il comando dell'8ª Armata richiese più volte l'invio di ulteriori riserve tedesche e la riduzione del suo settore difensivo. A ottobre, quando la 3ª Armata rumena fu dislocata tra l'ARMIR e la 6ª Armata tedesca, sembrò arrivato il momento adatto per soddisfare le richieste italiane, ma i rumeni si rifiutarono di sostituire due divisioni italiane e i tedeschi si limitarono ad accorciare il fronte dell'8ª Armata di soli 40 chilometri circa. Agli inizi di novembre la dislocazione dell'ARMIR era dunque conclusa e le divisioni avevano occupato le loro posizioni invernali: sull'ala sinistra dell'armata era schierato il Corpo d'armata alpino con, in ordine, la "Tridentina", la "Julia" e la "Cuneense" (che manteneva il contatto con la 2ª Armata ungherese a nord di Pavlovsk); il II Corpo con le divisioni "Cosseria" e "Ravenna", che occupò il settore tra Novaja Kalitva e Kuselkin, particolarmente a rischio perché esposto all'ansa del fiume presso Verchnij Mamon, che rappresentava un'ottima testa di ponte per i sovietici; seguivano il XXXV Corpo, con la "Pasubio" e la 298ª Divisione fanteria tedesca, e il XXIX. Korps con la divisione "Torino", la 62ª Divisione fanteria tedesca e l'indebolita "Sforzesca", che si allacciava alla 3ª Armata rumena. Le riserve erano costituite dalla 294ª Divisione fanteria tedesca, dalla 22ª Divisione corazzata e dalla decimata 3ª Divisione "Celere", molto provata dai combattimenti estivi. I tedeschi inviarono quindi notevoli forze a sostegno degli italiani poiché Hitler era convinto che, dinanzi a una quasi certa offensiva l'Armata Rossa da nord di Serafimovič verso Rostov, l'8ª Armata non sarebbe riuscita a opporre un'efficace resistenza. A Stalingrado si decise quindi il destino non solo delle divisioni tedesche, ma anche dell'8ª Armata, visto che la porzione meridionale del fronte orientale, dilatatasi a dismisura, era ormai troppo vasta per essere adeguatamente presidiata: a peggiorare il quadro generale, la durissima battaglia urbana in Stalingrado risucchiò presto le modeste riserve tedesche, ne logorò la componente motocorazzata e mise sotto sforzo il sistema logistico, lasciando di fatto sguarnita la steppa alle spalle del diradato schieramento dell'Asse.

### Prima battaglia difensiva del Don

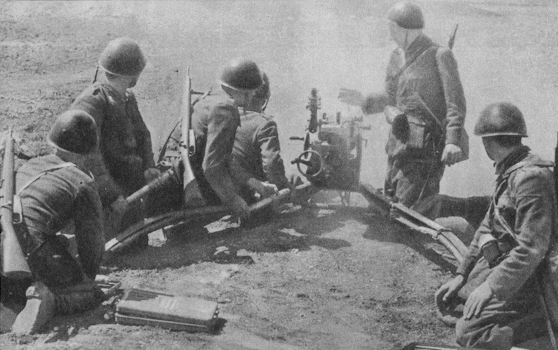
Plotone anticarro della "Sforzesca" in posizione

Dal 13 al 18 agosto le armate del Fronte di Voronež, comandato dal generale Nikolaj Fëdorovič Vatutin, e quelle del Fronte di Stalingrado, del generale Andrej Ivanovič Erëmenko, sferrarono una serie di forti attacchi che misero in difficoltà le difese dell'Asse; i sovietici non riuscirono a effettuare sfondamenti di rilievo, ma con i loro dispendiosi assalti guadagnarono preziose teste di ponte a sud del Don. Nel settore ungherese la 40ª Armata sovietica riuscì a costituire una posizione a ovest del fiume a Korotojak e più a sud, alla destra degli italiani, la 1ª Armata delle guardie attaccò il XVII. Korps e attraversò il Don a Kremenskaja, ottenendo una seconda testa di ponte. Infine il 20 agosto l'Armata Rossa concentrò la sua pressione nel punto di giunzione tra l'ARMIR e la 6ª Armata tedesca, difeso dalla 2ª Divisione "Sforzesca" e dalla 79ª Divisione di fanteria tedesca, con lo scopo di creare una testa di ponte sul Don, minacciando la principale via di rifornimento della 6ª Armata duramente impegnata a Stalingrado. La "Sforzesca" aveva occupato i 30 chilometri del suo settore neanche dieci giorni prima e, priva di esperienza del tipo di lotta sul fronte orientale, si rivelò subito vulnerabile.

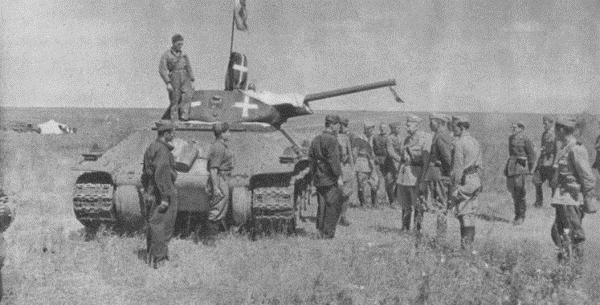
Il generale Gariboldi ispeziona un T-34 catturato

L'attacco mise in grossa difficoltà le difese italiane; in particolare il 54º Reggimento fanteria, schierato sul fianco destro nel settore di Bobrovskij, nel Serafimovičskij rajon già in parte occupato dai sovietici, mostrò segni di cedimento e dovette arretrare. Il 21 e il 22 agosto l'offensiva sovietica si estese sul fianco sinistro, difeso dal 53º Reggimento: i reparti della "Sforzesca" furono costretti a ripiegare su una linea più arretrata per evitare che il fronte venisse aggirato e per chiudere due valli fluviali che potevano essere adoperate per un'offensiva alle spalle, mantenendo così anche una base per eventuali contrattacchi. Il ripiegamento però fu caotico, punteggiato da momenti di totale confusione e panico. Il Comando del Gruppo d'armate B, preoccupato dalla perdita del caposaldo di Čebotarevskij che sembrava minacciare direttamente la via di rifornimento per Stalingrado, il 25 agosto decise di sottoporre il XXXV Corpo italiano al XVII Korps, ordinando allo stesso tempo di bloccare la ritirata della "Sforzesca" a ogni costo. Questa decisione, che sfiduciava indirettamente il generale Messe, fu revocata due giorni dopo dietro le vive proteste italiane e incrinò notevolmente i rapporti tra i due alleati.
Nonostante tutto, i comandi italiani decisero di intervenne per impedire il crollo, inviando reparti della provata 3ª Divisione "Celere", il battaglione alpini sciatori "Monte Cervino" e la Legione croata; si unì anche il Panzergrenadier-Regiment 179º, distaccato dal XVII Corpo tedesco, per rinforzare la 9ª Divisione "Pasubio", dislocata sulla sinistra della "Sforzesca" e a sua volta sotto attacco. 

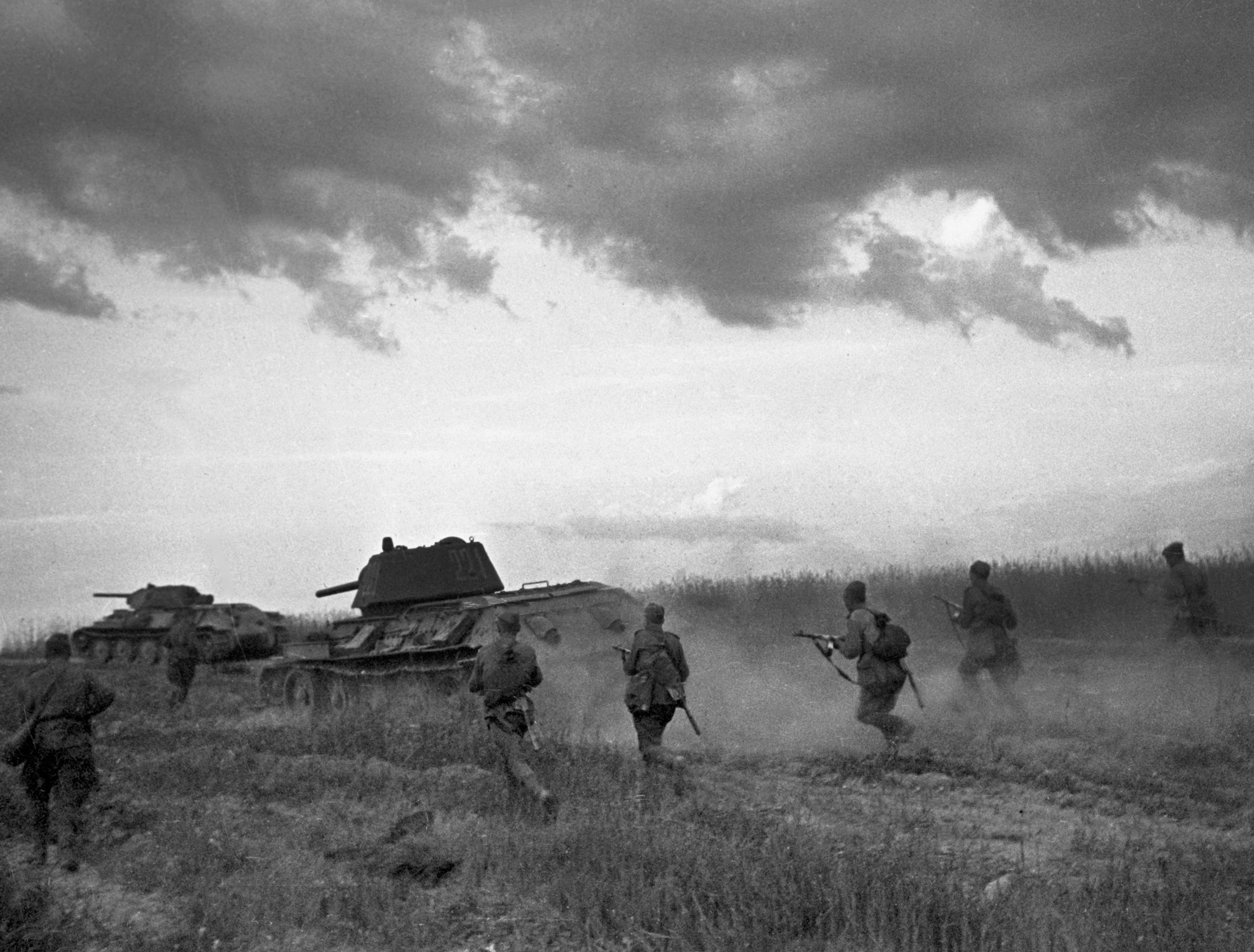
Fanteria sovietica, preceduta da carri T-34, all'attacco: si nota che i soldati impugnano i mitra PPŠ-41

Il 23 agosto il generale Messe organizzò un contrattacco per coprire il ripiegamento della "Sforzesca" e contenere l'avanzata sovietica: tuttavia i tentativi dei reparti della "Celere" e del reggimento tedesco non ebbero successo, mentre le coraggiose cariche dei reggimenti di cavalleria italiani, in particolare l'azione del "Savoia Cavalleria" a Isbuscenskij, ottennero almeno il risultato di disorganizzare alcuni battaglioni di fucilieri sovietici e rallentare la concentrazione nemica nella testa di ponte di Serafimovič. Gli scontri proseguirono intensi, ma l'afflusso di rinforzi italiani evitò il disastro e il 26 agosto i sovietici sospesero ogni azione e si schierarono sulle importanti posizioni tattiche raggiunte a sud del Don.
Mentre a ovest di Serafimovič la "Sforzesca" veniva duramente impegnata, il 22 e il 23 agosto altri reparti sovietici attaccarono la 3ª Divisione "Ravenna", schierata più a nord lungo il medio Don: la divisione perse terreno e il nemico poté costituire una nuova testa di ponte a Osetrovka, nella pericolosa ansa di Verchnij Mamon. Lì i sovietici furono contenuti grazie al sostegno di reparti 5ª Divisione "Cosseria", ma l'importante posizione non fu riconquistata e rimase un secondo, pericoloso cuneo sul fronte italiano. Agli inizi di settembre la situazione sembrò tornare tranquilla, ma la battaglia aveva provocato serie frizioni tra italiani e tedeschi; questi, anzi, avevano già provveduto il 27 agosto a nominare il generale di corpo d'armata Kurt von Tippelskirch capo stato maggiore di collegamento tedesco, nella speranza che un ufficiale di alto grado avrebbe potuto avere più influenza sul comando italiano rispetto a un semplice maggiore. Lo scopo ultimo era trasformare lo stato maggiore di collegamento in un organo direttivo, capace di agire autonomamente in situazioni critiche, cercando in questo modo di superare le reciproche diffidenze e incomprensioni.

### Le offensive invernali sovietiche
(Adolf Hitler durante un'orazione a Monaco, 9 novembre 1942)
Il 19 novembre 1942 scattò una grande controffensiva sovietica nel settore di Stalingrado (Operazione Urano); in pochi giorni furono travolte la 3ª e 4ª Armate rumene schierate a nord e a sud della 6ª Armata del generale Friedrich Paulus: nella città rasa al suolo si trovarono bloccati circa 250 000 soldati tedeschi, 13 000 rumeni e centinaia tra ungheresi, croati e italiani. I tedeschi cercarono di reagire rapidamente e fin dal 21 novembre Hitler richiamò dal fronte di Leningrado il prestigioso feldmaresciallo Erich von Manstein per assegnargli il comando di un nuovo Gruppo d'armate Don con l'incarico di ristabilire la situazione nell'area. Von Manstein si mise subito al lavoro per organizzare un tentativo di sfondare l'accerchiamento (operazione Tempesta Invernale) e salvare la 6ª Armata; vennero quindi richiamate tutte le forze corazzate disponibili, tra cui le riserve nelle retrovie del fronte del Don difeso dall'armata italiana. In realtà, già una settimana prima dell'operazione Urano la 22ª Divisione corazzata era stata trasferita d'urgenza al XLVIII. Panzerkorps operante nel settore rumeno, dove peraltro non aveva potuto evitare in alcun modo lo sfondamento e la rotta delle forze dell'Asse. Dopo i primi successi sovietici, inoltre, si diressero in gran fretta verso sud anche la 62ª e la 294ª Divisione, raggruppate nel distaccamento operativo tedesco-rumeno "Hollidt", appena costituito per accorrere in soccorso della 3ª Armata rumena. La "Celere" dovette quindi cambiare schieramento per occupare lo spazio lasciato vuoto dalla 62ª Divisione di fanteria: in pratica il comando italiano si ritrovò senza più alcuna riserva disponibile. Rimaneva solo la 298ª Divisione di fanteria aggregata al XXXV Corpo d'armata la quale però, pur equipaggiata con un buon numero di cannoni anticarro medi e pesanti, non era molto più efficiente di una divisione italiana.

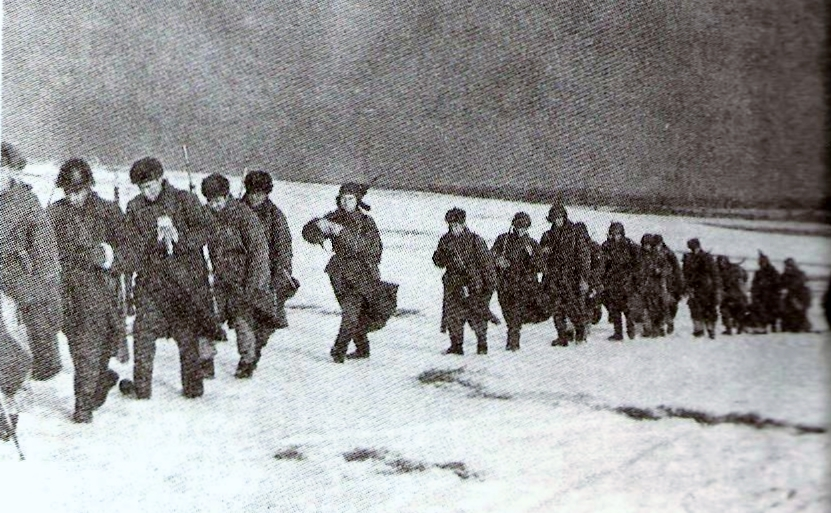
Un reparto di fucilieri sovietici in avanzata durante l'operazione Piccolo Saturno

La controffensiva tedesca scattò il 12 dicembre 1942 e mise in difficoltà le forze sovietiche, che di conseguenza dovettero rivedere anche i loro piani futuri riguardanti una seconda offensiva, prevista proprio in quei giorni: essa fu quindi anticipata, ridimensionata (l'originaria operazione Saturno divenne "Piccolo Saturno") e rivolta contro il Gruppo d'armate Don, nel tentativo di impedire alle forze di von Manstein di soccorrere le unità accerchiate a Stalingrado. Da fine novembre i tedeschi avevano iniziato a temere per un possibile attacco contro l'8ª Armata, ritenuta debole e con divisioni inaffidabili, ma inizialmente né l'OKW né il generale von Tippelskirch avevano informazioni precise sulle reali intenzioni sovietiche. Nei primi giorni di dicembre von Tippelskirch aveva ricevuto informazioni circa movimenti nemici, che tuttavia furono interpretati come preparatori a modeste puntate per saggiare le difese italo-tedesche. A ogni modo nel settore dell'ARMIR affluirono alcuni reparti di cacciacarri di rinforzo, peraltro di valore insignificante se rapportati, nel numero e nella qualità, alle macchine disponibili nell'Armata Rossa alla fine del 1942 sul fronte di Stalingrado; entro il 10 dicembre furono inviate nel settore anche la 385ª Divisione di fanteria, la debole 27ª Divisione corazzata, il 318º Reggimento granatieri della 213ª Divisione tedesca (simile per funzioni alla "Vicenza") e il 14º Reggimento di polizia, mentre altre unità erano in marcia.

#### Piccolo Saturno
Originariamente l'operazione Saturno prevedeva l'impiego dell'ala sinistra del Fronte Sud-Occidentale del generale Nikolaj Vatutin che, rafforzata in un secondo momento dalla potente 2ª Armata delle guardie del generale Rodion Jakovlevič Malinovskij, avrebbe sfondato le difese italiane lungo il corso medio del Don per poi avanzare in profondità alla conquista di Rostov; in questo modo sia il Gruppo d'armate del Don di von Manstein, sia l'intero Gruppo d'armate A avventuratosi nel Caucaso sarebbero stati tagliati fuori. Nello stesso momento, tuttavia, il feldmaresciallo tedesco aveva iniziato a concentrare le forze di riserva inviate d'urgenza sul fronte orientale in due formazioni, il XLVIII Corpo corazzato alla confluenza dei fiumi Čir e Don e il LVII Corpo corazzato nelle vicinanze di Kotel'nikovo; egli intendeva sferrare al più presto una doppia controffensiva per riguadagnare il terreno perduto. La minacciosa concentrazione delle riserve tedesche costrinse l'alto comando sovietico (Stavka) a modificare i propri piani e si optò per sottrarre al fronte del generale Vatutin la 2ª Armata delle guardie, riassegnata al fronte di Stalingrado per contrastare un'eventuale controffensiva tedesca; fu poi rivista l'operazione Saturno: questa variante (detta "Piccolo Saturno") prevedeva sempre un grande sfondamento sul medio Don, cui sarebbe però seguito un movimento di aggiramento e accerchiamento meno profondo dell'8ª Armata italiana e del distaccamento Hollidt, poste a difesa delle sponde meridionali del Don e del Čir, rinunciando all'avanzata su Rostov.
Il LVII Corpo corazzato sferrò l'operazione Tempesta Invernale il 12 dicembre e inizialmente respinse la 51ª Armata sovietica verso nord, avvicinandosi alla sacca di Stalingrado dove era accerchiata la 6ª Armata, ma il comando supremo sovietico riuscì a fronteggiare la situazione. La 2ª Armata delle guardie fu inviata a contrastare l'avanzata tedesca da Kotel'nikovo, mentre la 1ª Armata delle guardie del Fronte Sud-Occidentale e la 6ª Armata del Fronte di Voronež lanciarono il 16 dicembre, come previsto, l'operazione Piccolo Saturno contro l'ARMIR e il distaccamento Hollidt della 3ª Armata rumena. In realtà già dall'11 dicembre i sovietici avevano iniziato una serie di assalti allo schieramento italiano, attaccandone ripetutamente il centro con unità della forza di un battaglione: i settori più colpiti furono quello tra Novaja Kalitva e Samodurovka coperto dalla "Cosseria", quello di Derezovka occupato dal 318º Reggimento tedesco, quello di Verchnij Mamon sotto controllo della "Ravenna" e l'ansa del Don a Ogolev, dove si trovava la "Pasubio". L'obiettivo di queste limitate azioni era quello di logorare le forze italiane; ogni volta che le truppe sovietiche riuscivano a penetrare, gli italiani passavano al contrattacco e le ricacciavano indietro, mettendo però in campo tutte le forze e le riserve tedesche disponibili. Il prezzo pagato fu molto alto in termine di perdite e, nonostante l'inadeguatezza delle postazioni e la scarsa coordinazione con l'artiglieria, che causava perdite di terreno quotidiane, il giudizio degli ufficiali di collegamento tedeschi sul comportamento delle truppe italiane fu generalmente positivo.

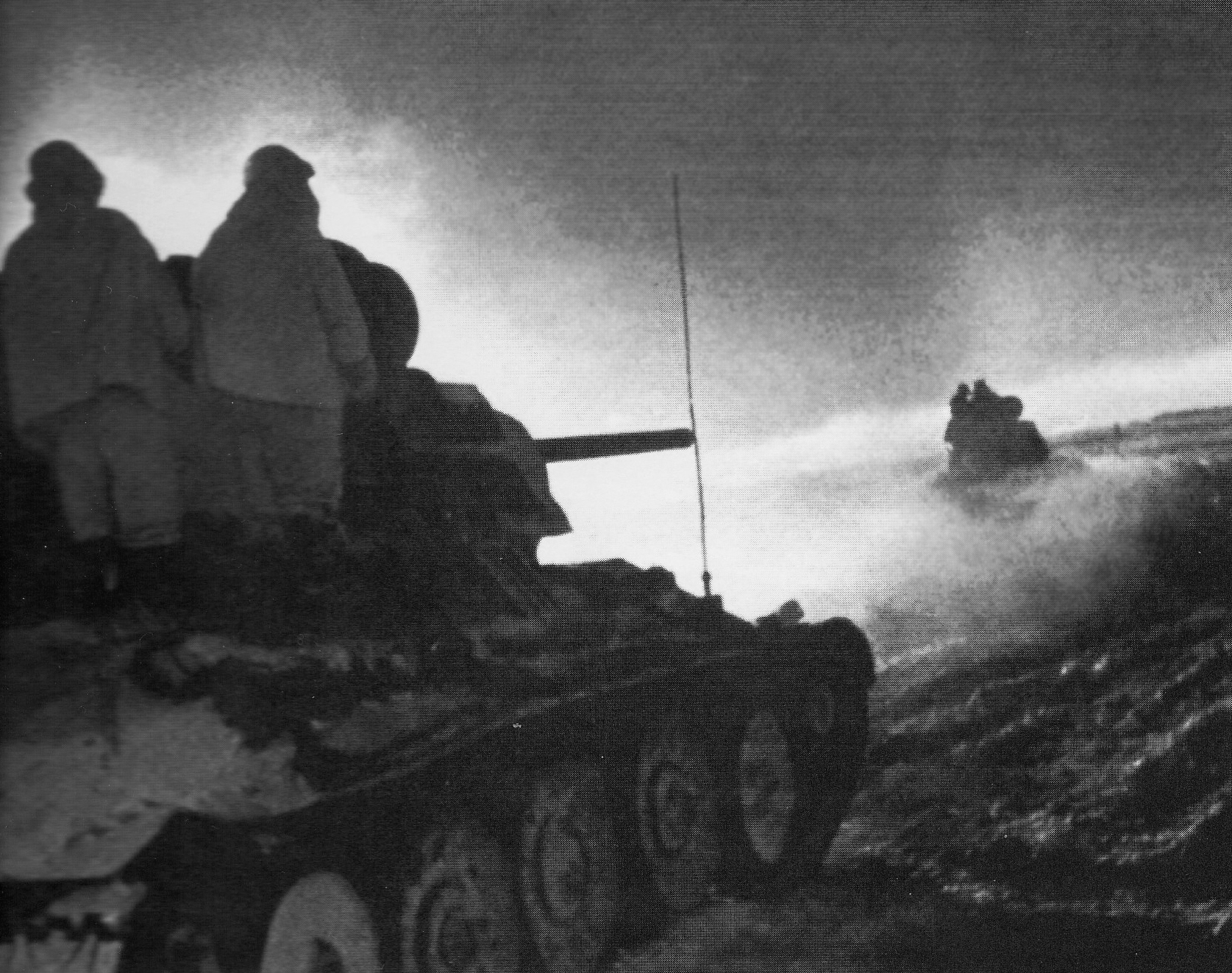
Colonna di T-34 sovietici in avanzata durante l'Operazione Saturno

Dato che la situazione nel settore del II Corpo d'armata stava progressivamente peggiorando, il pomeriggio del 15 dicembre il comando del Gruppo d'armate B ordinò di ritirare la "Cosseria", ormai allo stremo delle forze, dall'ala sinistra, spostandola per rinforzare la "Ravenna" e dislocare al suo posto la 385ª Divisione di fanteria, che avrebbe dovuto occupare il settore alle 06:00 del giorno successivo. Tuttavia l'ordine non poté essere eseguito perché all'alba del 16 dicembre scattò l'offensiva delle due armate sovietiche, forti in totale di 170 000 uomini, 754 carri armati e oltre 2 000 cannoni, sotto il cui urto il II Corpo iniziò a cedere. L'attacco ottenne fin dall'inizio notevoli successi, ma non decisivi: la fitta nebbia ostacolava l'impiego dell'artiglieria e dell'aviazione, mentre i carri armati erano bloccati dai campi minati e dalla resistenza della fanteria italiana, che peraltro già assunse toni disperati. Ciononostante i capisaldi italiani, mal collegati tra di loro, furono circondati e distrutti, tanto che nel pomeriggio il colonnello Bolzani comunicò al comando dell'8ª Armata che la "Ravenna" era stata travolta e i suoi uomini si erano ritirati precipitosamente: il comandante della divisione, generale Francesco Dupont, informò che non aveva più il controllo sulle truppe. Il 17 gli attacchi proseguirono e i sovietici concentrarono i loro sforzi sulla testa di ponte di Verchnij Mamon. Questa volta la resistenza fu vana e il II e il XXXV Corpo, che combattevano sul lato destro e sinistro del varco aperto e rischiavano di essere accerchiati, furono costretti ad arretrare, compromettendo definitivamente anche i piani tedeschi che auspicavano una salda opposizione alla nuova offensiva sovietica fino all'arrivo delle riserve, in modo da coprire il LVII Corpo corazzato che tentava di liberare Stalingrado. A fine giornata la resistenza italiana cedette di colpo e il panico iniziò a diffondersi; le divisioni si disgregarono e le truppe cominciarono a ritirarsi di loro iniziativa, un movimento che coinvolse anche alcuni reparti tedeschi. Nel caos crescente non fu più possibile mantenere i collegamenti tra i comandi e le truppe, gli ufficiali al fronte rimasero privi di ordini precisi, al quartier generale né Gariboldi né gli ufficiali dello stato maggiore compresero l'entità del disastro e la necessità immediata di precise direttive. Una massa di soldati italiani iniziò il ripiegamento verso Taly e Kantemirovka, che a tratti assunse gli aspetti di una rotta completa: com'era successo per la "Sforzesca" ad agosto, la resistenza italiana era cessata non appena ci si era resi conto che non sarebbe stato più possibile mantenere le posizioni. I giovani ufficiali, male addestrati, non furono capaci di gestire la situazione e non poterono fare affidamento sui superiori, a loro volta rivelatisi incompetenti.

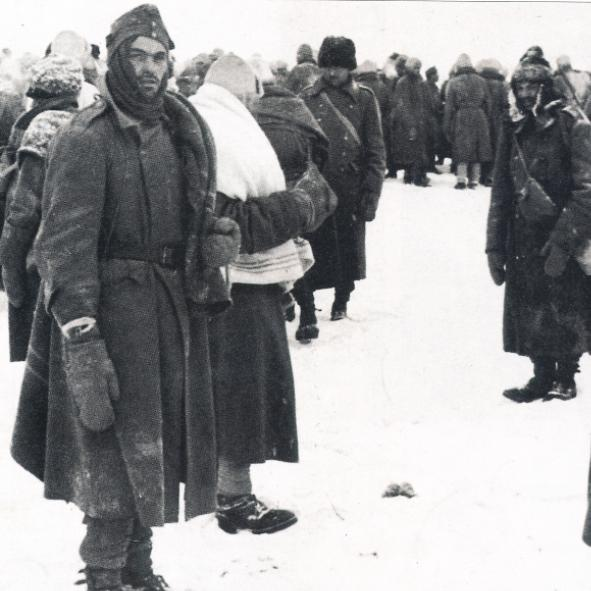
Soldati dell'Asse durante la ritirata

Nell'estrema confusione si segnalarono atti di valore ed eroismo tra le truppe, ma le carenze strutturali del Regio Esercito (mancanza di equipaggiamento, di mezzi motorizzati, di dimestichezza a combattere in ritirata), unite alle condizioni ambientali estreme, in genere vanificarono gli episodi salienti e nei momenti critici la coesione venne spesso meno. Poiché non esisteva un piano predisposto per la ritirata, le artiglierie furono abbandonate, le fanterie ripiegarono a piedi e non furono falciate dalle unità corazzate sovietiche solo perché lo Stavka e gli ufficiali superiori, avendo compreso i vantaggi delle manovre in profondità, si preoccuparono esclusivamente di lanciare nelle retrovie i gruppi meccanizzati, limitandosi a molestare le inermi colonne italiane. Il 19 i sovietici raggiunsero Kantemirovka, uno dei centri logistici dell'8ª Armata, e Čertkovo: in questo modo l'Armata Rossa riuscì a penetrare profondamente alle spalle del XXXV Corpo e del XXIX. Korps, interrompendo così l'importante collegamento ferroviario tra Millerovo e Rossoš'. Quando, due giorni dopo, i sovietici si ricongiunsero a Dëgtevo con le avanguardie corazzate della 3ª Armata delle guardie proveniente dal settore del gruppo Hollidt, quattro divisioni italiane e una tedesca erano ormai accerchiate; in realtà già il 19 era giunto l'ordine di provare ad appostarsi in una posizione difensiva o sul Tichaja o sul Čir, ma queste truppe non erano riuscite a muoversi con sufficiente rapidità e non rimase altra soluzione che cercare di uscire dalla sacca e raggiungere il prima possibile le linee tedesche. Quel che rimaneva delle unità dei due corpi d'armata si scisse in due colonne: il blocco nord era costituito soprattutto da reparti delle divisioni "Ravenna", "Pasubio" e "Torino", nonché dalla 298. Infanterie-Division e da una manciata di mezzi corazzati riuniti nel "gruppo Hoffmann"; il blocco sud contava uomini delle divisioni "Pasubio", "Sforzesca" e "Celere", più la brigata SS "Schuldt". Durante la marcia le colonne, disordinate e stremate, dovettero difendersi dai continui attacchi delle unità sovietiche e partigiane. L'Armata Rossa impiegò le sue formazioni corazzate per attaccare gli aeroporti strategici di Tacinskaja e Morozovsk, da cui partivano gli aerei da trasporto della Luftwaffe che rifornivano malamente la 6ª Armata accerchiata a Stalingrado, perciò assegnò ad alcune divisioni di fucilieri il compito di attaccare e distruggere le colonne italo-tedesche, che stavano aprendosi una strada incerta nella steppa in pieno inverno. Il blocco nord fu infatti circondato dalla 35ª Divisione fucilieri delle guardie e rischiò di essere completamente annientato dal 21 al 25 dicembre 1942, nel corso della battaglia di Arbuzovka: riuscì a passare, ma al costo di oltre 20 000 tra morti, feriti e prigionieri.
I superstiti raggiunsero Čertkovo e a metà gennaio 1943 incontrarono truppe tedesche a Belovodsk, mentre il secondo gruppo a fine dicembre trovò un primo caposaldo alleato a Skosyrskaja, da dove proseguì fino a Forštadt sul Donec. Le stremate truppe in ritirata furono inoltre erroneamente prese di mira da aerei tedeschi e ricevettero anche ordini contraddittori, come quello che il 20 dicembre obbligò la "Sforzesca" in ritirata a fare marcia indietro per rioccupare le posizioni sul Čir abbandonate il giorno precedente. Alla fine, dopo enormi sacrifici, una parte delle truppe raggiunse le prime linee tedesche, da dove i superstiti proseguirono verso le linee più interne e sicure. La Divisione "Sforzesca" invece, durante l'insensata marcia indietro per proteggere il fianco sinistro del gruppo Hollidt (che in realtà si stava ritirando a sua volta), fu pesantemente attaccata il 21 dicembre dai reparti corazzati sovietici; subito giunse il contrordine di riprendere la ritirata, ma ormai era troppo tardi e soltanto l'avanguardia della divisione riuscì a mettersi in salvo a Skosyrskaja: dei 10 990 uomini di fanteria solo 4 222 raggiunsero le linee italo-tedesche e tra i 463 ufficiali solo 202 furono i superstiti. Successivamente i resti della divisione furono trasferiti a Rykovo, da dove sarebbero tornati in Italia.

#### Ostrogožsk-Rossoš' e la ritirata del Corpo alpino

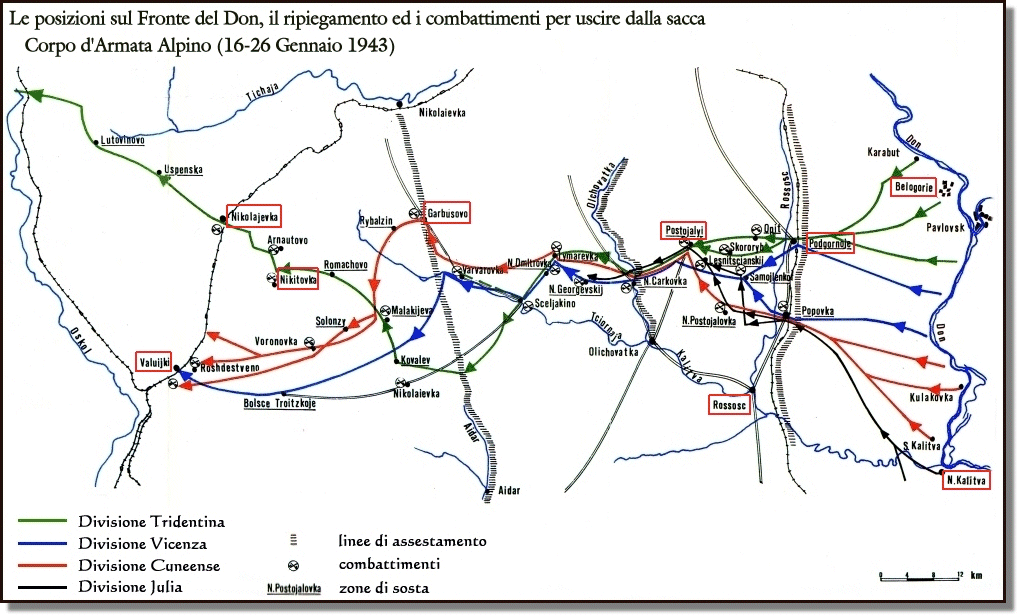
Le direttrici della ritirata del Corpo d'armata alpino

L'operazione Piccolo Saturno non toccò il Corpo alpino ma ne scoprì il fianco destro, poiché le due armate sovietiche progredirono verso sud. Il successo ottenuto permise allo Stavka di continuare le operazioni nel gennaio 1943, estendendo poco a poco l'offensiva fino a includere i Gruppi d'armate Centro, Don e A: questa nuova serie di manovre iniziò con attacchi mirati alle unità ungheresi e tedesche poste a difesa del corso medio del Don e a quelle tedesco-rumene che cercavano ostinatamente di tenere Rostov, attraverso la quale doveva ripiegare dal Caucaso il Gruppo d'armate A. L'obiettivo sovietico era quello di sbaragliare le unità nemiche e assumere il controllo della linea ferroviaria Svoboda-Kantemirovka, quindi avanzare verso ovest fino alla linea Urazovo-Alekseevka-Rep'ëvka. Fra il 13 e il 27 gennaio la 40ª Armata del Fronte di Voronež e la 6ª e la 3ª Armata corazzata del Fronte Sud-Occidentale condussero l'offensiva Ostrogorzk-Rossoš, provocando la distruzione della 2ª Armata ungherese distribuita alla sinistra del Corpo alpino. Già il primo giorno le forze magiare cedettero di schianto, il 14 formazioni sovietiche sfondarono le posizioni del XXIV. Panzerkorps che si trovava più a nord e il 15 raggiunsero Rossoš', sede del comando del Corpo alpino; inizialmente respinti, i soldati sovietici ripresero la cittadina il giorno seguente. Nei primi giorni dell'offensiva il Corpo alpino mantenne le posizioni, rinforzato dalla 156ª Divisione "Vicenza", e la 3ª Divisione "Julia" riuscì assieme ad alcuni reparti eterogenei del XXIV Corpo corazzato a tenere una linea difensiva improvvisata a sud-ovest del fiume Kalitva; a metà mese, però, le divisioni sovietiche investirono anche gli alpini. Gli stati maggiori italo-tedeschi non si resero subito conto della portata dello sfondamento e tardarono a intervenire, cosicché solo la sera del 17 fu ordinato alle unità di ritirarsi, quando ormai le divisioni "Tridentina", "Julia", "Cuneense" e "Vicenza", assieme alla 385ª e 387ª Divisioni di fanteria (appartenenti al XXIV. Panzerkorps), al gruppo Waffen-SS "Fegelein" e alla modesta 27ª Divisione panzer, erano già circondate.

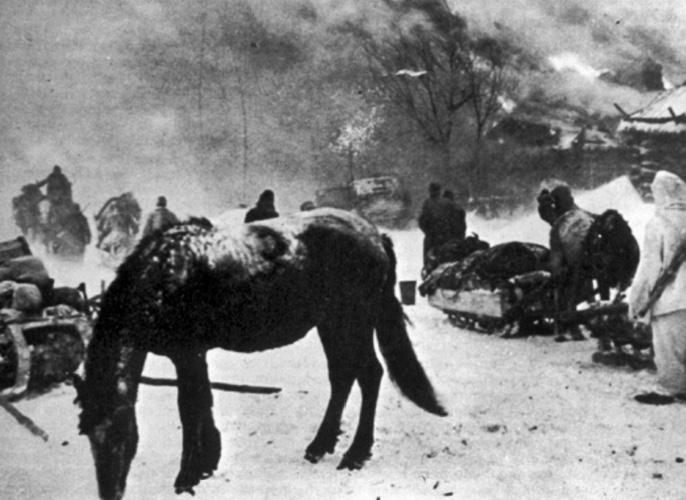
Il villaggio di Šeljakino in fiamme dopo l'attacco della "Tridentina"

Circa 70 000 uomini del Corpo alpino, assieme a circa 10 000 tedeschi e 2 000/7 000 ungheresi, si riversarono verso ovest, nel disperato tentativo di rompere l'accerchiamento sovietico e ricongiungersi al lontano fronte amico. Le armate sovietiche avevano sopravanzato i reparti dell'Asse di circa 100 chilometri e le loro formazioni corazzate, nonostante si preoccupassero soprattutto di avanzare, si insinuavano continuamente con fulminee scorrerie tra le colonne in rotta, rendendo ancor più penosa la fuga attraverso la steppa innevata, a temperature comprese tra i -20 e i -40 °C. Colti di sorpresa, la notte del 18 i generali Umberto Ricagno, Luigi Reverberi e Emilio Battisti, comandanti rispettivamente della "Julia", della "Tridentina" e della "Cuneense", riuscirono a riunirsi a Podgornoe, dove il generale Nasci aveva trasferito frettolosamente il suo quartier generale: fu deciso di ripiegare in due colonne separate verso il comando dell'8ª Armata, ristabilitosi a Valujki. La "Tridentina" e la "Cuneense" erano al completo degli effettivi, mentre la "Julia", che si era sacrificata per difendere il lato destro del Corpo, era ridotta a un terzo delle sue forze; le unità tedesche erano letteralmente dissanguate, combattevano con appena un quarto del loro organico e avevano a disposizione i pochi armamenti pesanti presenti tra le truppe in fuga: una decina di semoventi Sturmgeschütz III, quattro semicingolati, cinque pezzi FlaK da 88 mm e alcuni lanciarazzi Nebelwerfer. Unica reale difesa contro i carri sovietici, furono sempre in prima linea durante i feroci combattimenti per uscire dalla sacca. Il generale Nasci cercò quindi di coordinare il movimento delle tre divisioni alpine e della "Vicenza", ma la confusione era enorme e di sicuro incertezza e caos avevano paralizzato anche il comando dell'8ª Armata, dacché non diramava ordini o direttive volte a salvare le divisioni accerchiate. La Divisione "Tridentina", ancora coesa e combattiva, fu guidata dal generale Reverberi in testa all'enorme colonna di soldati sbandati, stremati e spesso privi di armi: coadiuvata dai corazzati tedeschi, il 19 si mise in marcia e il giorno seguente si raccolse a Podgornoe, mentre una decina di chilometri a sud, vicino al villaggio di Samojlenko, si riunì la "Vicenza". Ancora più a sud, verso Rossoš', si raggrupparono i resti della "Julia" e della "Cuneense", a cui si erano aggiunti due o tremila sbandati tedeschi.

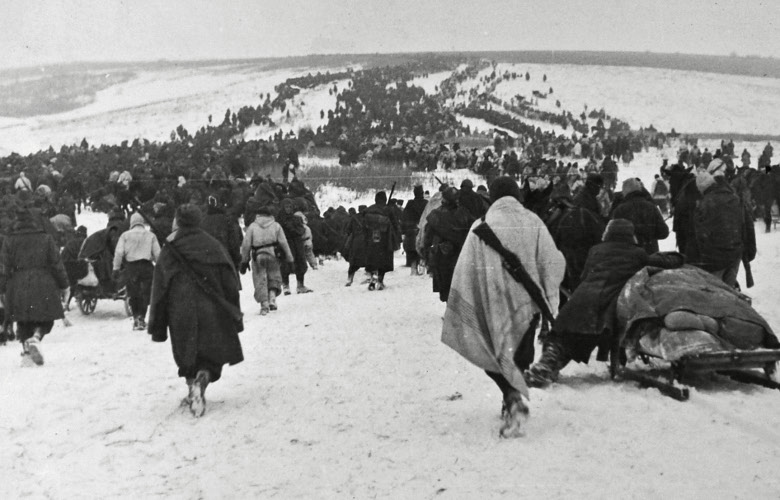
Un'emblematica immagine della sterminata colonna di fanti, in ritirata attraverso la steppa russa

Da Podgornoe la "Tridentina" confluì a Postojalyj e qui tentò di spezzare il primo "anello" dell'accerchiamento. Nella feroce battaglia i sovietici inflissero dure perdite al battaglione "Verona", che riuscì comunque a conquistare lo snodo e aprire provvisoriamente la strada alla massa in disordinato ripiegamento; essa, peraltro, veniva ingrossata di ora in ora da militari tedeschi, ungheresi e rumeni lasciati indietro o sopravvissuti alla distruzione delle loro unità e migliaia di altri dispersi, appartenenti alle divisioni "Ravenna", "Pasubio" e "Cosseria". Presso la cittadina si radunarono tutte le colonne, quindi la "Tridentina" riprese l'avanzata e guidò l'attacco su Šeljakino, infrangendo un nuovo sbarramento sovietico; tuttavia le altre due divisioni alpine deviarono per errore più a nord e il 23 gennaio, a Varvarovka, incapparono in forze sovietiche cinque volte superiori: la battaglia fu cruenta e le perdite altissime, interi reparti furono distrutti. I resti della "Julia", della "Cuneense" e della "Vicenza" proseguirono ancora verso sud allontanandosi dalla "Tridentina" e dai reparti tedeschi, che nel frattempo avevano ricevuto comunicazione di cambiare destinazione e dirigersi a Nikolaevka, dato che Valujki era ormai nelle mani dei sovietici. Il generale Nasci, che aveva affiancato Reverberi alla guida della "Tridentina", disponeva di un apparato radio tedesco che gli permetteva di comunicare con il comando d'armata, ma non fu capace di contattare le altre due divisioni che proseguirono verso la meta originaria.
Durante l'ultima fase della ritirata ci furono fasi di disperazione, di caos e di cedimento morale. Gravi incidenti scoppiarono tra le truppe tedesche e quelle italiane, apparentemente per lo sprezzante, poco cameratesco comportamento dei soldati tedeschi e per violente liti riguardanti il diritto di usufruire dei pochissimi mezzi motorizzati disponibili; in realtà non mancarono episodi di rivalsa tra le truppe italiane anche con l'uso delle armi. La stremata colonna guidata dalla "Tridentina", comunque, non era ancora uscita dalla sacca, e nella giornata del 25 dovette dapprima fronteggiare un attacco di partigiani e forze regolari russe a Nikitowka che venne respinto dal 5º battaglione alpini e dalle residue artiglierie tedesche e italiane, e successivamente, e alle prime luci del 26 gennaio dovette respingere duri attacchi nei pressi di Arnautowo con i battaglioni "Tirano" e "Val Camonica". Superata quest'ultima sacca, tutta la "Tridentina" si schierò per sfondare l'ultimo sbarramento sovietico a Nikolaevka: il 26 gennaio 1943 gli alpini e i rimanenti cannoni d'assalto tedeschi si scagliarono con le ultime energie contro l'ostacolo e, alla fine della sanguinosa battaglia di Nikolaevka riuscirono finalmente a rompere l'accerchiamento e a guadagnare la via verso Šebekino. La loro marcia però non finì qui: il comando di divisione fece ricostituire rapidamente i reparti e ordinò la ripresa della marcia all'alba del 27, che si concluse solo il 31 gennaio, quando gli alpini raggiunsero Triskoje non senza ulteriori perdite e grandi difficoltà. Sorte peggiore toccò alle due divisioni "Cuneense", "Vicenza" e ai sopravvissuti della "Julia", che furono definitivamente intrappolate e costrette alla resa il 28 gennaio a Valujki dai reparti del 7º Corpo di cavalleria sovietico, giunto in quella località fin dal 19, a cui non seppero e non poterono opporre una efficace resistenza.

## Bilancio e conseguenze

### Dissoluzione dell'ARMIR e contraccolpi sociopolitici
Il quartier generale dell'ARMIR fu disattivato il 31 gennaio 1943 e le unità superstiti trasferite in Bielorussia. Il generale Gariboldi e il suo stato maggiore, assieme agli Alpini e al XXXV Corpo d'armata, tornò in patria a marzo, trovandosi dinanzi ad un paese alla deriva, in profonda crisi economica e sociale, ormai in procinto di veder esplodere anche la crisi politica che vedrà la caduta del fascismo nel luglio dello stesso anno, e che rischiava di diventare un campo di battaglia. Il II Corpo d'armata, con la "Ravenna" e la "Cosseria", rimase sul posto con l'intenzione di continuare a rappresentare l'Italia fascista sul fronte orientale, ma le enormi difficoltà nel reperire equipaggiamenti e il rifiuto tedesco a farsi carico del rifornimento di queste divisioni fecero arenare l'idea sul nascere. Tra aprile e maggio 1943 anche il II Corpo tornò in Italia.
Fin dai primi mesi seguenti la disfatta, le fonti ufficiali italiane accusarono i tedeschi di avere dilazionato il ripiegamento del Corpo d'armata alpino per salvare le proprie truppe. Sebbene non sussista dubbio che Hitler e i suoi generali, nella grossolana sottovalutazione delle capacità e risorse militari sovietiche, accettarono il rischio di una grande battaglia di logoramento e della difesa di un fronte troppo esteso assegnato a nutriti contingenti dei paesi satelliti, è altresì chiaro che tanto i tedeschi quanto i loro alleati soffrirono perdite e drammi gravosi. I reparti tedeschi, però, uscirono meglio dalla ritirata dal Don per il semplice fatto di essere meglio equipaggiati e provvisti di pochi, ma essenziali, mezzi di trasporto. La fallimentare vicenda dell'ARMIR costituì altresì un punto di svolta nei rapporti italo-tedeschi soprattutto per quanto riguarda l'atteggiamento della maggior parte dei combattenti italiani nei confronti dell'alleato: se fino alla ritirata aveva predominato il cameratismo (non senza reciproci sospetti), dopo il collasso del fronte del Don la «crociata contro il bolscevismo» si trasformò, soprattutto nei ranghi inferiori italiani, in un sentimento di ostilità e insofferenza, e in molti casi in vera e propria indignazione nei confronti dell'alleato tedesco e della guerra. Senza dubbio l'epilogo della campagna di Russia rappresentò per molti dei reduci italiani l'inizio del "disincanto" nei confronti del fascismo e della guerra intrapresa dall'Asse.

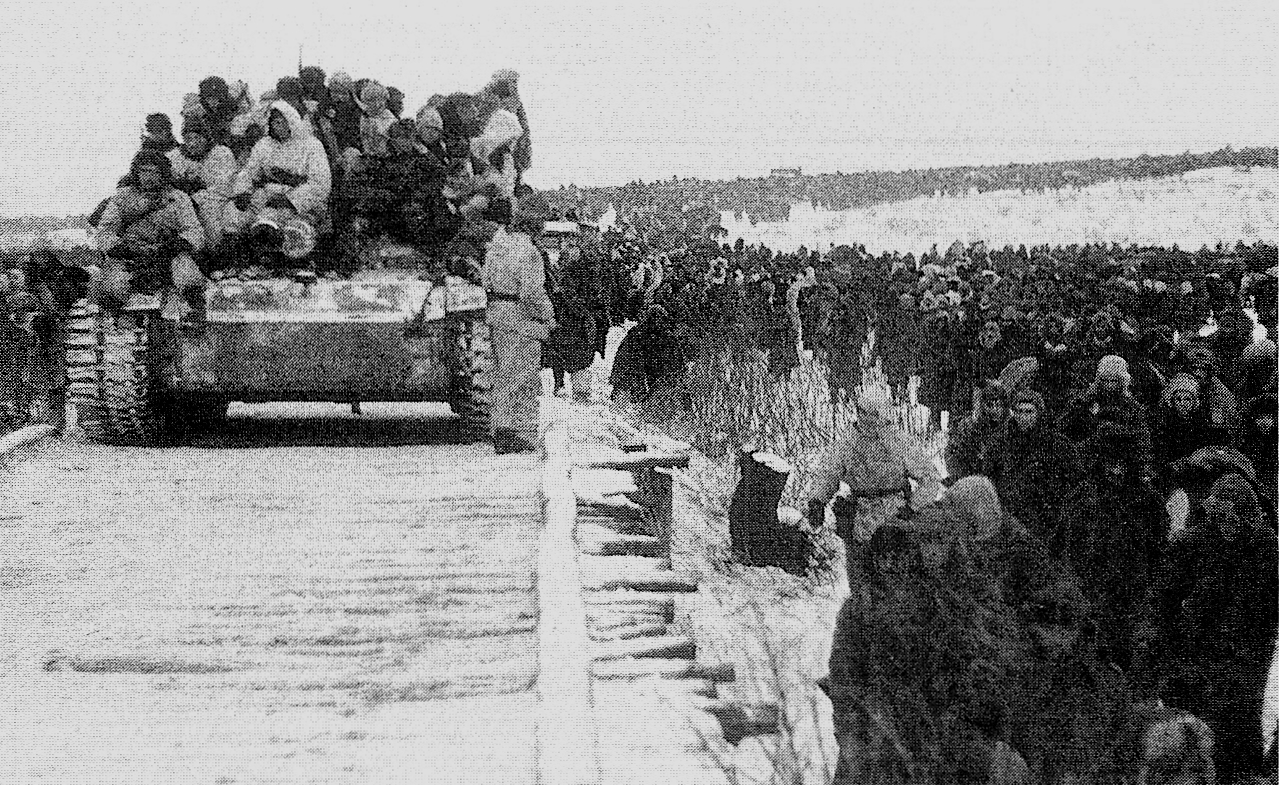
Un momento della ritirata delle forze dell'Asse nel dicembre 1942: un cannone d'assalto Sturmgeschütz III, con a bordo soldati tedeschi, affianca la massa in rotta nella neve

La ritirata fu un'esperienza chiave per gli uomini dell'ARMIR e rimase profondamente incisa nell'immaginario collettivo, dominando quasi del tutto la memorialistica e la saggistica della campagna italiana in Unione Sovietica. Molti soldati reagirono con rabbia e rancore nei confronti dell'alleato tedesco, rivolgendogli accuse di scarsissima cooperazione, egoismo e malvagità ed è indubbio che molti episodi di soprusi siano stati frutto del comportamento delle truppe tedesche; è anche vero che un'analisi attenta delle fonti e delle testimonianze di entrambi gli schieramenti rivela numerosi esempi di atteggiamenti e circostanze in cui i soldati tedeschi e italiani ebbero i medesimi comportamenti fra di loro. Solo molti anni dopo, questi episodi di cooperazione e abusi furono studiati e confermati dal lavoro dell'autorevole storico Alessandro Massignani. Nel suo volume Alpini e tedeschi sul Don, Massignani, basandosi su documenti d'archivio tedeschi, ha dimostrato l'inconsistenza della tesi del tradimento tedesco, che in realtà impartì gli stessi ordini di difesa a oltranza a tutti i reparti italo-tedeschi al fronte. Ha dimostrato inoltre la fattiva collaborazione con i soldati tedeschi durante i combattimenti per uscire dalle sacche e il verificarsi di episodi di violenza da parte degli italiani nei confronti dei tedeschi. Molti episodi di supposta crudeltà o mancanza di cameratismo si possono tuttavia ricondurre alla dura logica della sopravvivenza in condizioni disperate e, peraltro, è stato chiarito che pure da parte delle formazioni italiane, Alpini compresi, ci furono numerosi gesti di ritorsione e scarsa cooperazione: sembra accertato che il generale Karl Eibl, comandante del XXIV. Panzerkorps dal 19 gennaio 1943, rimase ucciso due giorni dopo per l'esplosione di una bomba a mano scagliata dagli Alpini contro il suo veicolo di comando A fianco di questi scomodi episodi si verificarono esempi di cameratismo e fratellanza d'armi, come durante i combattimenti a Kantemirovka, Čertkovo o durante le fasi di cooperazione dei resti del XXIV Corpo con la "Tridentina" per uscire dall'accerchiamento. Stando però ai documenti tedeschi, nella maggior parte dei casi i rapporti tra soldati italiani e tedeschi si incrinarono repentinamente dopo la ritirata disordinata da Kantemirovka, due giorni dopo l'irruzione sovietica nei settori della "Ravenna" e della "Cosseria", un evento che destò particolare indignazione nei tedeschi e aumentò i loro pregiudizi nei confronti degli italiani. In generale furono pochi i testimoni che poterono confermare il coraggio dei fanti italiani, mentre moltissimi poterono assistere alle scene di panico a Kantemirovka e altrove.
Dalla vicenda emerge con forza la mancanza di una base ideologica, culturale e forse morale nell'alleanza tra la Germania nazista e l'Italia fascista, in cui sono sempre stati assenti sentimenti di solidarietà e comunanza di destini. Da una parte si registrò la disonestà venata di razzismo con cui i comandi tedeschi, a ogni livello, addossarono agli italiani tutte le responsabilità del crollo del fronte del Don; dall'altra una sofferta ammirazione per l'efficienza tedesca, in molti casi trasformatasi in odio da parte di non pochi reduci, che forse scaricavano sull'alleato le delusioni verso il regime e i propri comandi, dai quali si sentivano traditi. Non ci sono poi dubbi sul fallimento della propaganda fascista che cercò in ogni modo di presentare la campagna in Russia come una crociata contro il bolscevismo ateo: se ne trova qualche eco tra gli ufficiali ma non nelle truppe, che nei limiti di una guerra d'occupazione fatta di arresti, rastrellamenti e fucilazioni di spie, partigiani o presunti tali, stabilirono anche rapporti cordiali con le popolazioni. I tedeschi al contrario mostrarono maggior ferocia e spietatezza nei confronti dei civili, frutto della formidabile propaganda orchestrata da Joseph Goebbels che seppe inquadrare la guerra all'est in una lotta per la sopravvivenza del popolo tedesco contro un nemico barbarico e pericoloso. Rientra quindi nella grande complessità degli avvenimenti la maturazione, nella maggior parte dei reduci, di un sentimento privato di condanna e riprovazione nei confronti dei commilitoni tedeschi, cagionato dai crimini da questi commessi e dei quali numerosi soldati italiani furono testimoni oculari. Non si riscontra, invece, nulla del genere verso i sovietici, nonostante la ferocia dei combattimenti ed eccettuati, ovviamente, i sopravvissuti alla prigionia.
A dimostrazione della mancanza di un collante ideologico che permeasse le truppe italiane al fronte vi sono anche gli studi condotti dallo storico Mimmo Franzinelli riguardo alle diserzioni sul fronte russo. La prolungata lontananza dalla famiglia portò molto malumore fra la truppa, aggravato dalla sempre più evidente inadeguatezza del materiale bellico disponibile all'8ª Armata, e alimentato dalla perdita dello spirito di "crociata antibolscevica" instillato nei soldati dalla propaganda, i quali nel frattempo avevano iniziato a tessere rapporti cordiali o di mutua assistenza con la popolazione civile. Tutto ciò iniziò a manifestarsi nell'estate del 1942, con gli avvicendamenti tra le retrovie e la truppa avanzata, per poi aumentare esponenzialmente tra l'autunno del 1942 e l'inverno del 1943, ossia durante il periodo di stasi operativa, e ancora nell'imminenza della ritirata. Questo è stato per moltissimi anni un evento trascurato, spesso ignorato dalle pubblicazioni sulla campagna di Russia per ragioni d'immagine; esigenze analoghe a quelle che nel dopoguerra sostituiranno la cruda realtà della guerra d'occupazione a fianco dei tedeschi, con un'ambigua memoria dove i soldati italiani vennero assimilati alla popolazione russa nel ruolo di vittime del nazismo. Si trattò comunque perlopiù di diserzioni «fuori dalla presenza del nemico», aggravate da reati aggiuntivi quali alienazione di armamento e oggetti militari (spesso barattati in cambio di cibo, abiti borghesi, pernottamenti nelle isbe o prestazioni sessuali). Non mancarono comunque casi in cui soldati prigionieri vennero dichiarati disertori o viceversa, ma la stragrande maggioranza delle diserzioni avvenne per assenze di pochi giorni, legate a bisogni personali con l'intenzione di tornare al reparto in un paio di giorni: la enorme lontananza dalla patria precluse quasi totalmente le fughe senza ritorno. Queste assenze ingiustificate falcidiarono soprattutto la fanteria a cui mancava la coesione caratteristica degli Alpini o il legante ideologico delle Camicie Nere, ma con il crollo del fronte la salvezza divenne l'assoluta priorità per tutti, e molti, pur di non rimanere imbottigliati nella sacca, violarono le leggi militari che la giustizia militare in molti casi fece pagare a caro prezzo, raccontando una controstoria meno eroica e più realistica di quella tramandata dalla memorialistica.

### Le perdite e la sorte dei prigionieri

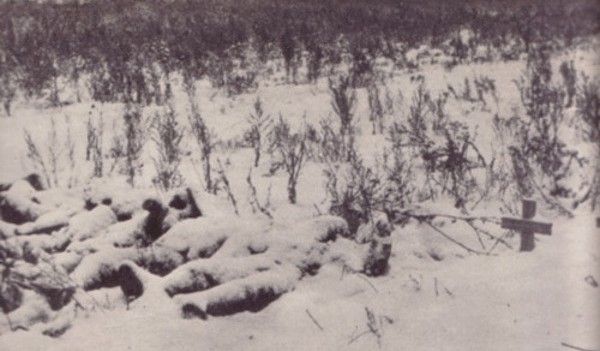
Cadaveri di soldati abbandonati nella neve

Agli inizi del marzo 1943 i resti dell'8ª Armata raggiunsero la zona Gomel'-Nežin-Žlobin, furono assegnati al comando tedesco per essere riorganizzati e procedettero al calcolo delle perdite. La disfatta divenne evidente nella sua portata: mancava il 97% dell'artiglieria, il 70% degli automezzi e l'80% dei quadrupedi, un dissanguamento cui l'industria italiana (considerate anche le perdite sofferte dalle forze armate nel teatro del Nordafrica, dei Balcani e del Mediterraneo) non aveva la possibilità di far fronte. Le perdite umane furono altrettanto pesanti: tra il 5 agosto 1941 e il 30 luglio 1942 il CSIR ebbe 1 792 morti e dispersi e 7 858 feriti e congelati; dal 30 luglio al 10 dicembre 1942 l'8ª Armata lamentò 3 216 morti e dispersi e 5 734 feriti e congelati. I dati più eloquenti sono quelli relativi alle battaglie invernali e alla rotta finale: le cifre ufficiali parlano di 84 830 militari che non rientrarono nelle linee tedesche e che furono indicati come dispersi e di 26 690 feriti o congelati rimpatriati. I numeri peggiori furono registrati dal Corpo alpino, che perse il 60% degli effettivi (41 000 uomini); gli altri due corpi d'armata registrarono perdite ugualmente molto pesanti: la 2ª Divisione "Sforzesca" 5 130, la 3ª Divisione "Ravenna" 2 390, la 9ª Divisione "Pasubio" 4 443, la 52ª Divisione "Torino" 4 954, la 3ª Divisione "Celere" 3 595, la 5ª Divisione "Cosseria" 1 273. Inoltre furono conteggiate oltre 7 000 vittime tra gli altri reparti. Tuttavia dati precisi e unanimi circa il periodo dicembre 1942-gennaio 1943 sono impossibili da raccogliere: l'Unione nazionale italiana reduci di Russia (UNIRR) sostiene che i caduti e i dispersi furono circa 95 000, ma non si hanno cifre precise di quanti tra questi dispersi siano morti in battaglia o a causa di congelamento e spossatezza durante la ritirata, o ancora quanti siano stati fatti prigionieri. Studi recenti riportano che nell'inverno 1942-1943 l'Armata Rossa catturò circa 70 000 soldati italiani, di cui 22 000 non arrivarono neppure ai campi di prigionia e morirono nelle lunghe marce di trasferimento (le famose "marce del davaj") a causa di sfinimento, inedia e percosse delle guardie sovietiche; tra coloro che arrivarono nei campi di prigionia ne morirono almeno altri 38 000, sfiancati della debilitazione fisica che li rese facile preda delle diffuse malattie infettive. Alla fine riuscirono a tornare in Italia esattamente 10 032 soldati dell'ARMIR.

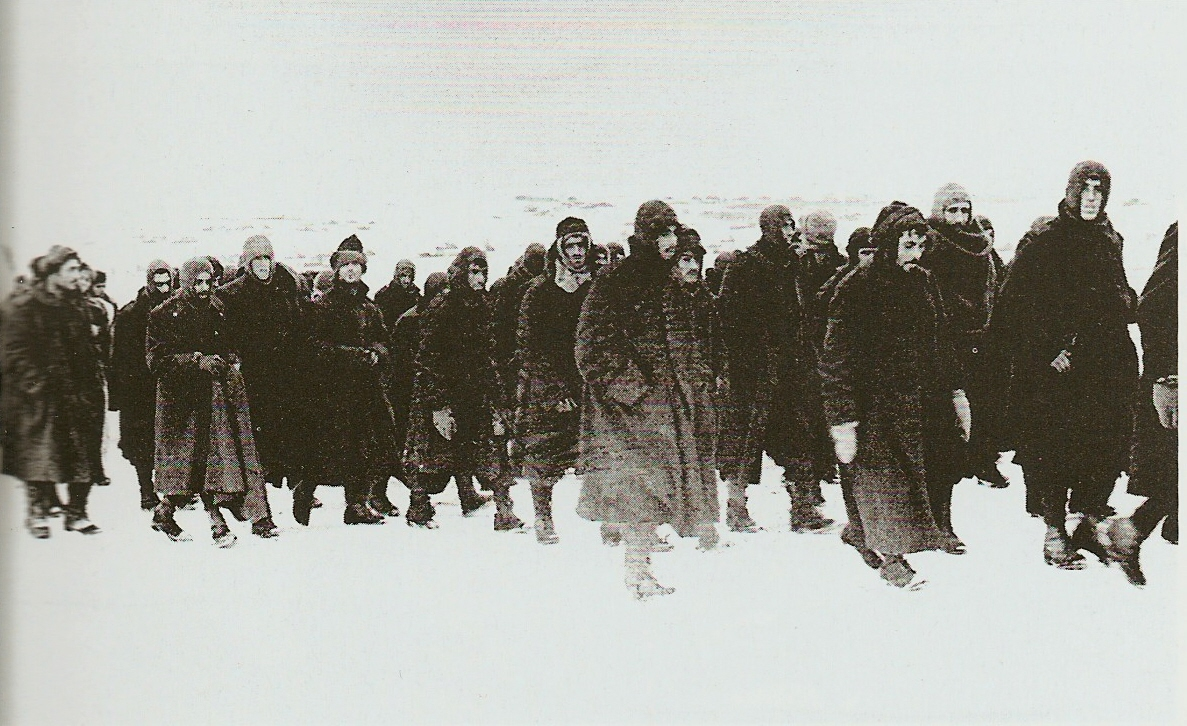
Colonna di prigionieri italiani

Gli studi circa la sorte degli uomini rimpatriati non hanno dato una risposta dettagliata. Dopo l'armistizio e l'occupazione tedesca del paese alcuni continuarono a combattere al fianco dei tedeschi, altri si unirono alla Resistenza o tentarono di raggiungere l'Italia meridionale in mano agli Alleati per unirsi all'Esercito Cobelligerante Italiano; la maggior parte di loro fu deportata in Germania come "internati militari" e sfruttata come manodopera coatta nelle fabbriche tedesche.. Subito dopo la fine del conflitto si moltiplicarono in Italia gli sforzi per conoscere il numero dei prigionieri sopravvissuti e riportarli in patria e l'Unione Sovietica si rivelò il primo paese a essere disposto a consegnare gli internati, a eccezione dell'esiguo numero di criminali di guerra condannati dai tribunali sovietici. Nel luglio 1946 il numero dei rimpatriati finale fu di 21 193 persone: questa cifra era molto sotto le aspettative, considerando che gli effettivi rimpatriati appartenenti all'8ª Armata furono appena 10 032 mentre gli altri erano soldati e civili italiani catturati dai tedeschi e liberati dall'Armata Rossa nei territori occupati. Gli ultimi dodici prigionieri italiani furono liberati nel febbraio 1954 su decisione di Mosca: tra di loro vi erano sette combattenti dell'8ª Armata, catturati sul Don dodici anni prima. Mancavano dunque all'appello circa 75 000 soldati, dei quali nessuno riuscì mai a delineare la sorte.
Sicuramente la maggior parte di questi uomini morì nel corso degli ultimi scontri, delle marce forzate e delle traversate su treni, eventi vissuti in condizioni estreme e tra terribili sofferenze. Nei campi di detenzione la fame, le malattie e privazioni di ogni genere causarono innumerevoli decessi nei primi mesi di prigionia; solo dopo l'estate del 1943 le condizioni di vita divennero più sopportabili e il numero di morti si attestò su livelli "fisiologici". Per inquadrare questa falcidia è doveroso ricordare la barbara condotta tedesca nei confronti dei prigionieri sovietici (soprattutto nei confronti dei commissari politici) che venivano fucilati sul posto: di conseguenza l'enorme massa di prigionieri arresasi ai sovietici tra 1942 e 1943 fu sistematicamente trasferita in enormi campi privi di sussistenza e lasciata morire per fame, stenti e malattia senza particolari distinzioni riguardo alla nazionalità. Addirittura durante la ritirata dal Don i soldati tedeschi che si arrendevano, spesso venivano subito passati per le armi, mentre italiani, rumeni e ungheresi non furono uccisi per ordine di Stalin: essi rimasero comunque in balìa della disorganizzazione e della precarietà del sistema detentivo sovietico. Lo sforzo bellico dell'Armata Rossa era infatti concentrato al combattimento, sussistenza e sanità erano precari per le stesse truppe sovietiche, mentre mancava del tutto per i prigionieri: per loro (a maggior ragione se tanto numerosi) non fu dunque prevista alcuna assistenza. Il primitivo sistema ferroviario russo era inoltre sconvolto dalle distruzioni dell'invasione e il rifornimento alimentare era disastroso persino per i cittadini stessi, per cui scarso fu l'interesse per la sopravvivenza degli stremati prigionieri. Furono necessari mesi affinché le condizioni minime di vita fossero garantite.
A seguito di una lunga campagna promossa dai reduci per la restituzione delle salme dei caduti, il 2 dicembre 1990, su autorizzazione del governo sovietico, avvenne la simbolica consegna della salma di un caduto ignoto sul Fronte Russo, traslata al sacrario militare di Redipuglia alla presenza del Presidente della Repubblica Italiana Francesco Cossiga: essa fu successivamente inumata nel Tempio di Cargnacco in provincia di Udine. Nel 1991, su iniziativa del Ministero della difesa, furono avviate le esumazioni dai cimiteri campali di Russia e Ucraina, che permisero il rientro in Italia di migliaia di salme di caduti noti e non identificati.

## Memorialistica
È innegabile che la ritirata dal fronte del Don ebbe un notevole impatto psicologico sui reduci, i quali appena tornati in patria, malgrado le raccomandazioni dei superiori, raccontarono le loro vicende suscitando echi immediati in tutta Italia, diffondendo sentimenti antitedeschi pericolosi per il regime fascista. Nell'immediato dopoguerra la vicenda dei soldati italiani in Russia acquistò un posto di primissimo piano nel dibattito politico tra le sinistre e gli ambienti militari e conservatori, che finì per delineare una raffigurazione largamente condivisa della ritirata dell'ARMIR nella coscienza collettiva italiana. Il soldato italiano venne descritto come vittima incolpevole degli stenti, dell'incapacità degli alti comandi, e soprattutto vittima, ancora una volta, del tradimento dell'alleato tedesco.
Inizialmente la fece da padrone la memoria dei prigionieri appena rimpatriati, che denunciarono le tremende condizioni di vita nei campi dell'Unione Sovietica: le critiche furono subito prese a pretesto dagli ambienti cattolici e di destra per attaccare il mito del comunismo e della Russia «sole dell'avvenire», addebitandole il cinico sterminio dei soldati italiani.
La svolta si ebbe nel 1946 e nel 1947 quando uscirono rispettivamente Con l'armata italiana in Russia di Giusto Tolloy e Mai tardi di Nuto Revelli, due reduci che sollevarono nei loro testi la responsabilità dei vertici militari accusati di lassismo, corruzione, incompetenza e vigliaccheria, assieme alla indignata denuncia del comportamento tedesco, ritenuto causa di molte delle sofferenze patite dall'esercito italiano in Russia. Anche stavolta venne denunciato come i tedeschi avessero sacrificato le forze italiane per coprirsi la ritirata, e come si fossero comportati in modo prepotente durante la tragica marcia. In realtà, leggendo con attenzione le principali ricostruzioni della ritirata, nel quadro d'insieme compaiono spesso episodi di perfetta collaborazione nei combattimenti e parallelamente episodi di soprusi da parte degli uomini dell'ARMIR nei confronti dei tedeschi. Nei fatti però l'immagine predominante fortemente antitedesca la fece da padrone, arrivando anche a porre in secondo piano le deficienze dei comandi italiani, mettendo in risalto l'immagine auto-assolutoria del soldato italiano, percepito come vittima di una guerra invisa e non come la figura moralmente deprecabile di invasore sceso in campo a fianco delle forze naziste.
Questo tipo di visione vittimistica fu ampiamente accettata come memoria storica, in parte grazie alla feconda produzione letteraria degli anni a seguire, che raggiunse numeri che superano la memorialistica di tutti gli altri fronti di guerra: le numerose testimonianze dei reduci hanno prodotto alcuni dei libri di guerra italiani più di successo e di indubbio valore letterario, basti ricordare Centomila gavette di ghiaccio di Giulio Bedeschi, che nel 1979 raggiunse il milione di copie, Il sergente nella neve di Mario Rigoni Stern, La ritirata di Russia di Egisto Corradi, La strada del Davai di Nuto Revelli, I più non ritornano e Il cavallo rosso di Eugenio Corti. A questi volumi si possono aggiungere centinaia di altre pubblicazioni, anche di diffusione prettamente locale, che ricadono nella vasta produzione letteraria e giornalistica, spesso celebrativa, del mito degli alpini, cui si affiancò un colpevole silenzio istituzionale sulle gravi mancanze dei comandi e di tutto il complesso militare e politico, che portò alla totale disfatta sul fronte orientale.

### Esplicative
1. ↑  Le date si riferiscono, rispettivamente, all'arrivo scaglionato del CSIR sul fronte del Bug-Dnestr durante le prime fasi della campagna e al giorno dello sganciamento degli ultimi reparti della divisione alpina "Julia" dal fronte del Don, in procinto di ritirarsi a seguito dell'ultima offensiva invernale sovietica. Vedi: Petacco, pp. 20-21, 123.
2. ↑  Per cercare di ovviare a questo problema il generale Cavallero portò la tabella di marcia delle divisioni "autotrasportabili" della fanteria da 18 a 40 chilometri al giorno. Vedi: Petacco, pp. 15-22.
3. ↑  La situazione logistica al 17 ottobre fu definita «catastrofica» dal generale Messe. In base agli accordi il CSIR avrebbe avuto diritto a 25 treni merci al mese, ma tale traffico fu ridotto in novembre a 15: le autorità tedesche si giustificarono sottolineando le difficoltà generali. Le proteste degli ufficiali italiani addetti alla logistica non sortirono gli effetti sperati e la paralisi dei rifornimenti di ottobre portò a una prima crisi di fiducia tra tedeschi e italiani, i quali accusarono gli alleati di scarso cameratismo. Vedi: Schlemmer, pp. 23-24
4. ↑  Nonostante la buona prova offerta dal generale Messe durante l'anno precedente, il comando supremo italiano scelse Gariboldi per la sua grande esperienza con gli alleati tedeschi, maturata in Nordafrica, e soprattutto perché aveva grado e anzianità superiori: nel Regio Esercito, infatti, questi discrimini erano ancora determinanti per la nomina dei comandanti d'armata e corpo d'armata. Come riportò il Ministro degli esteri Galezzo Ciano, il generale Messe non fece nulla per nascondere la cocente delusione; per di più, secondo l'opinione di Ciano, Gariboldi era troppo stanco, invecchiato, ingenuo e «fesso» per condurre un'armata in combattimento. Questa selezione, in realtà, fu fortemente condizionata anche da un altro fattore: «Cavallero lo ha voluto nominare per sbarrare la strada a Messe che cominciava a crescere troppo nella considerazione del Duce e del Paese». Vedi: Schlemmer, pp. 38-39, Bocca, p. 443.
5. ↑  I superstiti di questa divisione, in marcia verso Šeljakino nel tentativo estremo di ricongiungersi con la "Tridentina", furono attaccati il mattino presto del 22 a Novo-Georgievskij e sopraffatti in alcune ore. Solo il generale Ricagno, 4 ufficiali e circa 50 soldati riuscirono a salvarsi e, per caso, si imbatterono nella colonna della "Cuneense". Vedi: Petacco, p. 141.
6. ↑  È importante sottolineare che nelle letterature russa, britannica e tedesca (a differenza della tradizione storiografica italiana) alla battaglia di Nikolaevka non viene dato molto rilievo e l'attenzione si concentra sulla resa degli alpini a Valujki; anzi in Germania la stessa ritirata non ha mai avuto grande risonanza. Per molti soldati tedeschi il crollo dell'ARMIR fu solo un episodio presto superato da altri avvenimenti, mentre l'indugiare italiano sul periodo dicembre 1942-gennaio 1943 può essere ricondotto alla volontà di evidenziare gli errori e i soprusi commessi dai tedeschi durante la ritirata, passando sotto silenzio le deficienze e gli sbagli degli ufficiali dell'8ª Armata. Vedi: Schlemmer, pp. 150-151 e Scotoni, p. 546
7. ↑  È doveroso sottolineare come, anche nella memorialistica più dura, i reduci ebbero spesso parole di rispetto nei confronti del generale Nasci e di altri ufficiali superiori che condivisero la loro sorte: in particolare è ricordato positivamente il generale Giulio Martinat, che cadde guidando l'assalto a Nikolaevka. Al contempo il sacrificio degli Alpini servì al Regio Esercito per coprire il fallimento dei comandanti sul Don, che predisposero la ritirata del Corpo alpino con molto ritardo e senza dar prova di reattività dinanzi alla colpevole passività del generale Gariboldi. I tentativi di addossare tutta la colpa ai tedeschi sono infatti sfumati di fronte all'evidenza delle carenze teoriche strutturali del Regio Esercito, quali la poca elasticità e la scarsa intraprendenza degli ufficiali. Vedi: Schlemmer, pp. 150-151, Rochat, pp. 393-394
8. ↑  In questo contesto, lo storico Filippo Focardi fa riferimento alla sconfitta italo-tedesca in Nordafrica, dato che anche in questo caso la memorialistica e il dibattito politico nel dopoguerra additarono i tedeschi di scarso cameratismo e abbandono dell'alleato italiano al proprio destino, rafforzando così il luogo comune del "cattivo tedesco" utilizzato largamente dalla stampa e dalla pubblicistica per deresponsabilizzare i comandi e salvaguardare la dignità del soldato italiano. Vedi: Focardi, pp. 99-102
9. ↑  Questa mitizzazione è alla base del fantomatico bollettino numero 630, emesso dallo Stavka l'8 febbraio 1943, nel quale sarebbe affermato: «Solo il corpo alpino italiano deve ritenersi invitto in terra di Russia», o «Soltanto il Corpo d'armata alpino deve ritenersi imbattuto sul suolo di Russia» o ancora «Soltanto il Corpo d'armata alpino italiano deve ritenersi imbattuto sul suolo di Russia», a seconda delle vulgate. Nel dopoguerra molti giornalisti e scrittori citarono apologeticamente questo bollettino ma, a partire dagli anni ottanta, le indagini storiografiche e quelle ufficiali del corpo dimostrarono che probabilmente né il bollettino n. 630, né altri documenti sovietici coevi riportarono una simile affermazione. Vedi: Patricelli, pp. 236-238 e  Mario Rizza, Diciamolo una volta per tutte: il bollettino n. 630 non esiste, su ana.it, Ana - L'Alpino, febbraio 1993. URL consultato il 22 gennaio 2016 (archiviato dall'url originale il 28 gennaio 2016).

### Bibliografiche
1. ↑  Scotoni, pp. 260-261.
2. ↑  Schlemmer, p. 289.
3. ↑  Petacco, pp. 7-8.
4. ↑  Petacco, p. 8.
5. ↑  Valori F., p. 20.
6. 1 2  Valori F., p. 22.
7. 1 2  Valori F., p. 37.
8. ↑  Petacco, p. 10.
9. ↑  Valori F., p. 38.
10. 1 2  Rochat, p. 378.
11. ↑  Petacco, p. 11.
12. ↑  Patricelli, p. 194.
13. ↑  Patricelli, p. 189.
14. ↑  Patricelli, pp. 192-196.
15. 1 2  Valori F., p. 41.
16. ↑  Patricelli, p. 196.
17. ↑  Patricelli, p. 197.
18. ↑  Petacco, p. 16.
19. ↑  Valori F., p. 43.
20. ↑  Rochat, pp. 378-379.
21. ↑  Schlemmer, p. 46.
22. ↑  Schlemmer, p. 45.
23. 1 2  Schlemmer, p. 47.
24. ↑  Rochat, pp. 380-381.
25. ↑  Rochat, pp. 382-383.
26. ↑  Rochat, pp. 383-384.
27. ↑  Rochat, pp. 384-385.
28. ↑  Montanelli-Cervi, p. 139.
29. ↑  Rochat, p. 388.
30. ↑   CSIR - Costituzione, trasferimento, radunata, su unirr.it. URL consultato il 9 gennaio 2016 (archiviato dall'url originale il 29 gennaio 2016).
31. ↑  Petacco, p. 19.
32. 1 2  Patricelli, p. 199.
33. ↑  Petacco, p. 20.
34. 1 2   CSIR - Battaglia dei due fiumi, manovra di Petrikowa, su unirr.it. URL consultato il 9 gennaio 2016 (archiviato dall'url originale il 29 gennaio 2016).
35. 1 2  Bocca, p. 330.
36. ↑  Schlemmer, p. 22.
37. ↑  Montanelli-Cervi, p. 143.
38. ↑  Petacco, p. 27.
39. ↑  Schlemmer, pp. 22-23.
40. ↑  Bocca, p. 331.
41. ↑  Petacco, pp. 26-27.
42. ↑  USSME, p. 100.
43. ↑  USSME, p. 102.
44. ↑  USSME, p. 101.
45. ↑  Bocca, p. 335.
46. ↑  Schlemmer, p. 23.
47. ↑  Petacco, p. 31.
48. ↑  Petacco, pp. 32-31.
49. ↑  Schlemmer, p. 24.
50. ↑  Valori F., p. 135.
51. ↑  Valori F., p. 136.
52. ↑  Valori F., pp. 151-153.
53. ↑  Valori F., p. 154.
54. ↑  Bocca, p. 336.
55. ↑  Schlemmer, p. 25.
56. ↑  Schlemmer, pp. 25-26.
57. ↑  Schlemmer, pp. 26-27.
58. 1 2  Schlemmer, p. 27.
59. ↑  Schlemmer, p. 28.
60. ↑  Schlemmer, pp. 27-28.
61. ↑  Schlemmer, pp. 28-29.
62. ↑  Schlemmer, p. 29.
63. 1 2  Petacco, p. 54.
64. ↑  Schlemmer, p. 30.
65. ↑  Schlemmer, pp. 30-31.
66. ↑  Schlemmer, p. 31.
67. ↑  Schlemmer, p. 32.
68. ↑  Schlemmer, p. 35.
69. ↑  Bocca, p. 443.
70. ↑  Petacco, p. 57.
71. ↑  Petacco, pp. 57-58.
72. ↑  Petacco, p. 58.
73. ↑  Bocca, pp. 443-444.
74. ↑  Bocca, p. 444.
75. 1 2 3 4  Rochat, p. 389.
76. ↑  Schlemmer, p. 121.
77. ↑  Schlemmer, pp. 121-122.
78. 1 2  Schlemmer, p. 122.
79. ↑  Schlemmer, p. 39.
80. 1 2  Schlemmer, p. 123.
81. ↑   L'8ª Armata Italiana in Russia (ARM.I.R.) - La battaglia di Serafimovič, su unirr.it. URL consultato il 20 gennaio 2016 (archiviato dall'url originale il 29 gennaio 2016).
82. ↑  Schlemmer, p. 124.
83. ↑  Schlemmer, pp. 124-125.
84. ↑  Valori A., p. 467.
85. ↑  Schlemmer, p. 116.
86. ↑  Valori A., pp. 467-470.
87. ↑  Schlemmer, pp. 116-117.
88. ↑  Schlemmer, pp. 117-118.
89. ↑  Valori A., pp. 469-470.
90. ↑  Valori A., p. 470.
91. ↑  Valori A., pp. 473-474.
92. ↑  Schlemmer, pp. 118-119.
93. ↑  Bocca, p. 447.
94. ↑  Bauer, vol. IV, pp. 292-293.
95. ↑  Schlemmer, pp. 126-127.
96. ↑  Rochat, p. 390.
97. ↑  Schlemmer, p. 127.
98. ↑  Schlemmer, p. 128.
99. ↑  Glantz-House, p. 209.
100. ↑  Glantz-House, pp. 209-210.
101. ↑  Glantz-House, p. 210.
102. ↑  Schlemmer, pp. 128-129.
103. ↑  Schlemmer, pp. 129-130.
104. ↑  Schlemmer, p. 130.
105. ↑  Schlemmer, p. 131.
106. ↑  Rochat, p. 391.
107. ↑  Rochat, pp. 391-392.
108. ↑  Schlemmer, p. 134.
109. ↑  Scotoni, pp. 350-355.
110. ↑  Schlemmer, p. 135.
111. ↑  Schlemmer, p. 136.
112. ↑  Schlemmer, pp. 138-139.
113. 1 2  Schlemmer, p. 139.
114. 1 2  Rochat, p. 392.
115. 1 2  Glantz-House, p. 215.
116. ↑  Schlemmer, p. 140.
117. ↑  Schlemmer, p. 141.
118. ↑  Petacco, p. 120.
119. ↑  Petacco, p. 122.
120. ↑  Petacco, p. 130.
121. ↑  Petacco, p. 131.
122. ↑  Petacco, pp. 132-133.
123. ↑  Scotoni, pp. 525-537.
124. ↑  Petacco, p. 134.
125. 1 2 3  Rochat, p. 394.
126. ↑  Schlemmer, pp. 146-149.
127. ↑  Valori F., pp. 362-363.
128. ↑  Valori F., pp. 365-366.
129. ↑  Valori F., p. 361.
130. ↑  Bauer, vol. V, p. 160.
131. ↑  Valori A., pp. 682-696.
132. ↑  Scotoni, pp. 538-544.
133. ↑  Schlemmer, pp. 153-154.
134. ↑  Schlemmer, p. 149.
135. 1 2  Focardi, p. 106.
136. ↑  Schlemmer, pp. 141-143.
137. 1 2  Focardi, p. 105.
138. ↑  Schlemmer, pp. 148-149.
139. ↑  Schlemmer, p. 144.
140. ↑  Schlemmer, p. 145.
141. ↑  Schlemmer, p. 146.
142. ↑  Schlemmer, p. 151.
143. 1 2  Rochat, p. 395.
144. ↑  Franzinelli, pp. 77-78.
145. ↑  Franzinelli, p. 78.
146. ↑  Franzinelli, p. 81.
147. ↑  Franzinelli, p. 79.
148. ↑  Franzinelli, p. 113.
149. ↑  Schlemmer, pp. 150-151.
150. ↑   CSIR - Voroscilova - Battaglia di Izjum, su unirr.it. URL consultato il 22 gennaio 2016 (archiviato dall'url originale il 29 gennaio 2016).
151. ↑  Petacco, p. 162.
152. ↑  Schlemmer, p. 153.
153. ↑  Schlemmer, p. 154.
154. ↑  Petacco, p. 230.
155. ↑  Rochat, pp. 395-396.
156. ↑  Rochat, pp. 396.
157. ↑   1990: Il rientro del caduto ignoto, su unirr.it. URL consultato il 18 ottobre 2019.
158. ↑  Focardi, p. 102.
159. 1 2  Focardi, p. 103.
160. ↑  Rochat, p. 397.
161. ↑  Rochat, pp. 398-399.